# História da Córsega

A bandeira da Córsega, símbolo da identidade nacional.

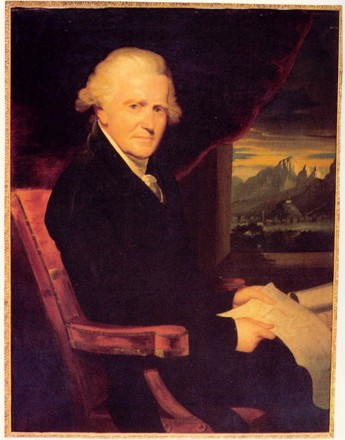
Pasquale Paoli que representa a identidade da Córsega

Na história da Córsega, a geografia e orografia tiveram consequências maiores que em outros lugares. A grande ilha mediterrânea é uma autêntica "montanha no meio do mar", atravessada de noroeste a sudeste por um formidável relevo cujas montanhas superam por vezes os 2500 m de altitude. O ponto mais alto da ilha alcança os 2706 m no Monte Cinto, cujo pico (quase sempre com neve também no verão) dista somente 28 km do mar, mostrando o grande declive da ilha.
Esse relevo sempre dividiu a Córsega em duas partes, respectivamente, à nordeste e sudoeste da ilha: a Alta Córsega, chamada historicamente de "Banda de dentro" pois se encontra antes das montanhas (pegando como referência a Itália) ou Cismonte, e a Corse-du-Sud, chamada historicamente de "Banda de fora", além das montanhas ou Pumonte.
Os vilarejos que se dispersam pelas montanhas (muitos acima dos 1000 m de altitude) ficavam no inverno sem ligações com o resto da ilha por conta de nevascas (podendo durar até semanas). Isto causava (junto com as montanhas) mais uma barreira do que uma ligação entre as duas regiões. Além disto, os íngremes vales eram por muitas vezes sem estradas de ligação com outros vales dentro da própria Banda, o que deixava o interior corso ter pouca influência com o resto do mundo.
Se por um lado estas características do terreno deixaram mais difícil o trabalho dos invasores, deixando lenta a penetração e acostumando os corsos a fazer pequenas guerrilhas para resistir por séculos, por outro lado contribuíram a deixar sempre baixa a densidade de população e a separar os corsos entre eles.
A Alta Córsega, virada para a Península Itálica, sofreu  maior influência italiana, quer no plano político-social, quer no linguístico, enquanto a parte sudoeste manteve uma originalidade maior, mas tendo um menor progresso político, pelo menos até a invasão francesa. Enquanto as áreas de montanhas tinham uma maior tendência a conservar as tradições locais, as cidades costeiras foram fundadas por invasores. Isso acabou criando um anarquismo nas aldeias e empurrando a população do interior a fazer justiça com as próprias mãos, e a difundir o fenômeno do banditismo.
A grande divisão orográfica acabou por criar na ilha fronteiras sociais, linguísticas e de ideais políticos. Tais fronteiras ao longo da história, mesmo com poucas variações, acabaram criando as atuais subdivisões administrativas, que permanecem até hoje. A grandes dimensões da ilha (quase 8800 km ²) mesmo não garantindo autonomia, foi suficiente para criar um desejo de independência nos corsos. Localizada em uma posição estratégica no Mediterrâneo, a Córsega acabou atraindo o interesse em outros povos que aos poucos chegariam à ilha como comerciantes ou como conquistadores. Os fenícios, gregos, romanos, vândalos, bizantinos, pisanos, aragoneses, genoveses e, por fim, os franceses (que com o Tratado de Versalhes de 1768 obrigaram os genoveses a ceder a ilha, e depois a invadiram), foram os dominadores da ilha, deixando ao povo local poucos períodos de autonomia e independência.

## Os primeiros habitantes

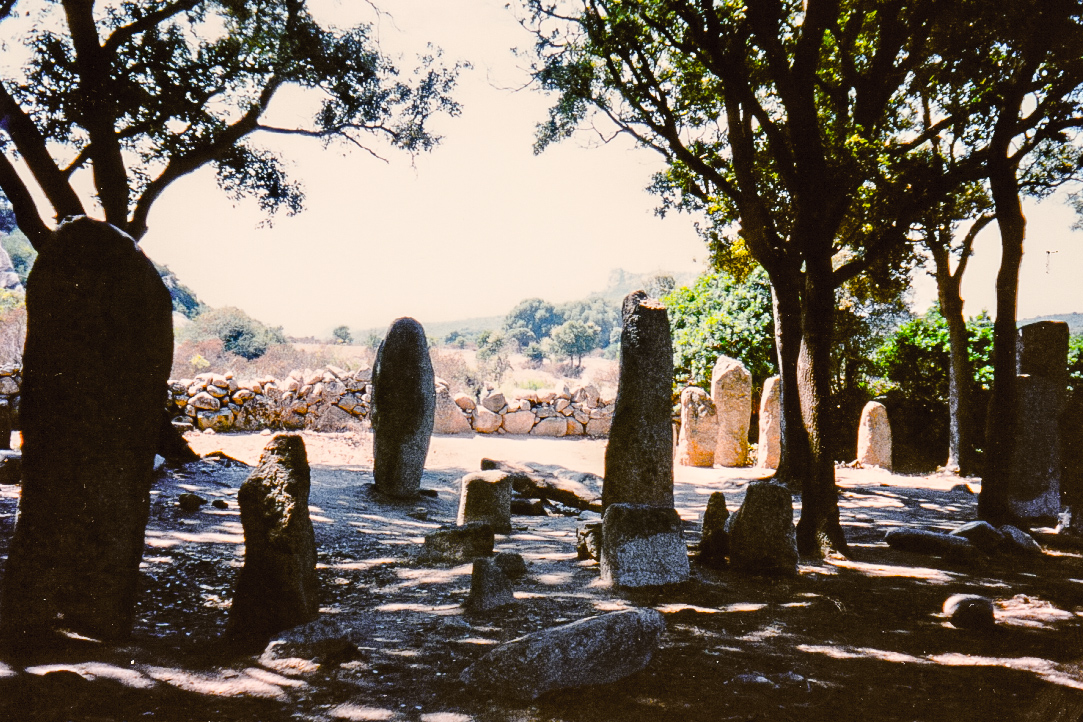
Menires alinhados na localidade megalítica de Palaghju, perto de Sartena.

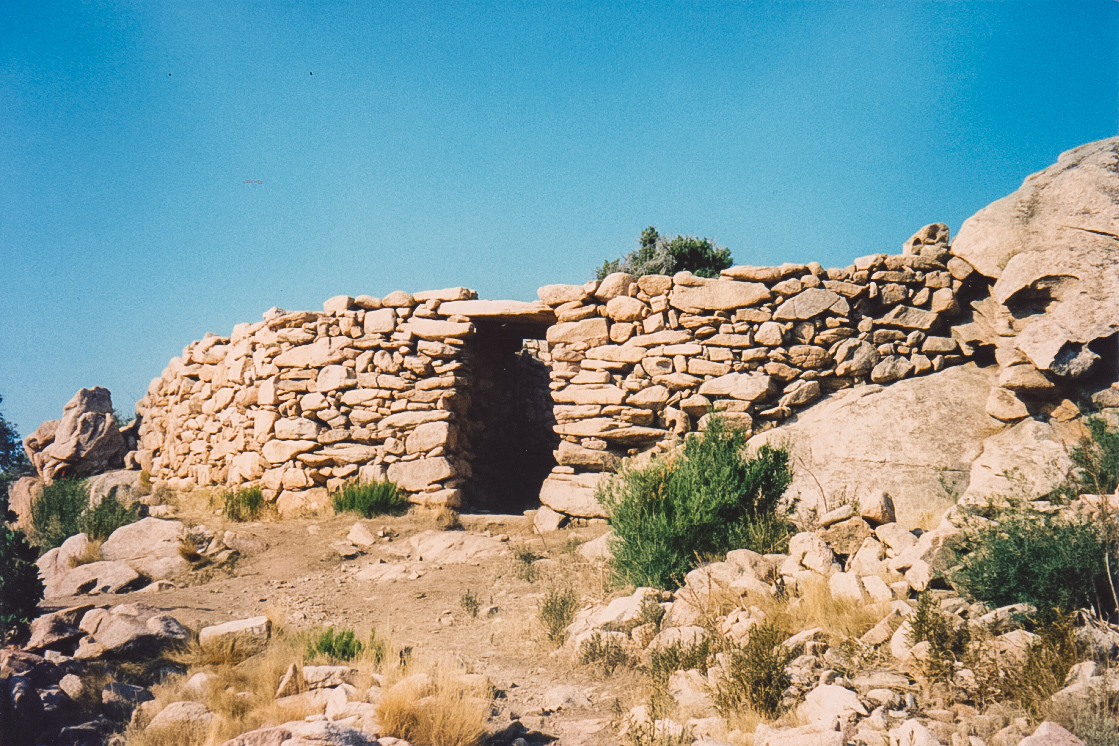
Casteddu d'Araghju, Corse-du-Sud.

Devido às glaciações, o nível médio do Mediterrâneo se abaixou e se criaram diversas pontes naturais permitiram a passagem da fauna (e talvez do homem) da península Itálica ao arquipélago sardo-corso, passando pelas ilhas toscanas e atravessando um pequeno trecho de mar.
Entre 12 e 14 mil anos atrás, o clima começou a sua evolução e levou o Mediterrâneo à sua forma atual, e a Córsega assumiu o aspecto atual insular. Remontam a cerca de 9000 anos a.C. as primeiras localidades paleolíticas de pedras e esboços de escultura achadas na Córsega, na região de Porto-Vecchio. Um esqueleto feminino (a dame de Bonifacio) datado do VII milênio a.C. foi achado perto da cidade homônima. O neolítico se concluiu por volta de 1800 a.C. na Córsega.
Neste período se desenvolveu uma civilização megalítica da que ficam menires. A localidade de Filitosa é reconhecida pela UNESCO como patrimônio mundial, se encontra perto de Sollacaro, próximo da foz do rio Taravo.
Sempre no sul, se desenvolveu com a chegada da Idade do Bronze, a civilização Torreana, ligada com a Nurágica na ilha vizinha, a Sardenha. Desta cultura restam numerosas torres com estrutura parecida com as dos nuragues sardos, ainda que menos imponentes. Pela natureza dos achados, da época e da localização destas, acredita-se que tal civilização seria da extensão da desenvolvida na Sardenha. Melhor organizados e armados, os Torreanos (que alguns acreditam ser o antigo povo do mar dos Shardana) ganham dos megalíticos e mandam estes para o centro e o norte da ilha. Na mesma localidade de Filitosa restam os traços da destruição cruel do assentamento precedente e um assentamento Torreano no lugar deste.
Na Idade do Ferro parece que aconteceu uma progressiva fusão entre os herdeiros das duas civilizações: começa a nascer o povo que os gregos chamarão de Κὁρυιοι, corsos. Também são achadas algumas inscrições fenícias do século IX a.C. que citam o povo do mar chamado KRSYM, assentado em Kition (Chipre).

## A época clássica

Córsega na época Etrusca

Neste período, cada novo invasor expulsa o precedente. Chegam à ilha  iberos, lígures, fenícios e gregos, enquanto os indígenas se refugiam nos montes.
A Idade do Ferro, que se iniciara na ilha por volta do século VIII a.C., termina com a entrada da Córsega na História quando foi fundada a colonos gregos de Fócia a colônia de Alalia no ano de 565 a.C., perto da atual cidade de Aleria. Os gregos chamam a ilha de Cyrnos.
Os gregos também resistem pouco: em 535 a.C. foram expulsos por uma coalizão Etrusco-Cartaginesa. Continuam as incursões dos gregos de Siracusa que, no século V a.C., fundam ‘’Portus Syracusanus’’ (Porto-Vecchio) e, novamente, a dos Cartagineses (século VI a.C.).

## Sete séculos da Córsega romana
Lúcio Cornélio Cipião ocupa a Córsega em 259 a.C., durante a Primeira Guerra Púnica, dando início a uma dominação que durou cerca sete séculos.
Após uma série de acontecimentos internos, como a tentativa dos Romanos de ocupar a Sardenha a partir da Córsega e depois se confrontar com os corsos, a definitiva expulsão das últimas forças púnicas termina em 227 a.C.. Inicialmente os Romanos se limitaram em controlar a ilha sem planejar uma colonização.
Caio Mário funda a cidade de Mariana (Colonia Mariana a Caio Mario deducta, localizada na atual comuna de Lucciana) perto da foz do Golo em 105 a.C.. Deste momento em diante começa a colonização propriamente dita na ilha e florescem vilas rústicas e suburbanas, vilarejos de todo tipo, incluídas as termas de Orezza e Guagno.

Córsega na época Itália romana

Em 81 a.C. são os legionários de Sula a encontrar na Córsega um lugar para se aposentar, seguidos pelos veteranos de Júlio César. A dominação romana desenvolve-se sem grandes confrontos e, ao contrário do que aconteceu em outras províncias (a Córsega é administrativamente associada à Sardenha com reforma de Otaviano de 4 a.C.), os Romanos ganham respeito e colaboração dos chefes indígenas (a começar pelos Venacinos, tribo local de Capo Corso), reconhecendo-lhes as funções de governo local e gerando riqueza aproveitando as terras aproveitáveis das colinas e ao longo das costas.
No ano de 44 a.C. Diodoro da Sicília visita a Córsega e nota que os corsos entre eles respeitam regras de justiça e humanidade mais evoluídas que aquelas de outros povos bárbaros, estima o número populacional em cerca de 30 000 e refere que estes se dedicam a pastorear, e que marcam os gados soltos livres no pasto.
Sêneca passa dez anos no exílio na Córsega desde 41.
Em Aleria e Mariana são preparadas bases secundárias da frota imperial de Miseno. Os marinheiros corsos alistados nos portos da ilha foram os primeiros a ter a cidadania romana (com Vespasiano em 75).
À época Antonina são aperfeiçoadas as vias de comunicação interna (estrada Aleria-Aiacium e, na costa leste, Aleria-Mantinum - depois Bastia - ao norte Aleria-Marianum - depois Bonifácio - e ao sul): a ilha fica quase completamente latinizada, exceto alguns enclaves nas montanhas.
Parece confirmado que a ilha foi colonizada pelos romanos, sobretudo através das distribuições de terras aos veteranos provenientes da Itália meridional - ou a soldados provenientes dos mesmos estratos sociais e étnicos os quais foram também dadas terras em particular na Sicília -, o que ajudaria a explicar algumas afinidades linguísticas existentes ainda na atualidade entre o corso meridional e os dialetos da Sicília e da Calábria. Segundo outras hipóteses mais recentes, estas influências linguísticas poderiam ter acontecido por migrações mais tardias, de refugiados da África entre o século VII e o século VIII.
Em 150, o geógrafo Ptolomeu em sua obra cartográfica fez uma descrição apurada da Córsega pré-romana, listando oito rios principais (entre os quais o Govola-Golo e o Rhotamus-Tavignano), 32 centros habitados e portos - entre os quais Centurinon (Centuri), Canelate (Punta di Canelle), Clunion (Meria), Marianon (Bonnifacio), Portus Syracusanus (Porto Vecchio), Alista (Santa Lucia di Porto Vecchio), Philonios (Favone), Mariana, Aleria -, e doze tribos autóctones (em grego, latim e a sua localização):
- Kerouinoi (Cervini, Balagna);
- Tarabenoi (Tarabeni, Cinarca);
- Titianoi (Titiani, Valinco);
- Belatonoi (Belatoni, Sartinese);
- Ouanakinoi (Venacini, Capo còrso);
- Kilebensioi (Cilebensi, Nebbio);
- Likninoi (Licinini, Niolo);

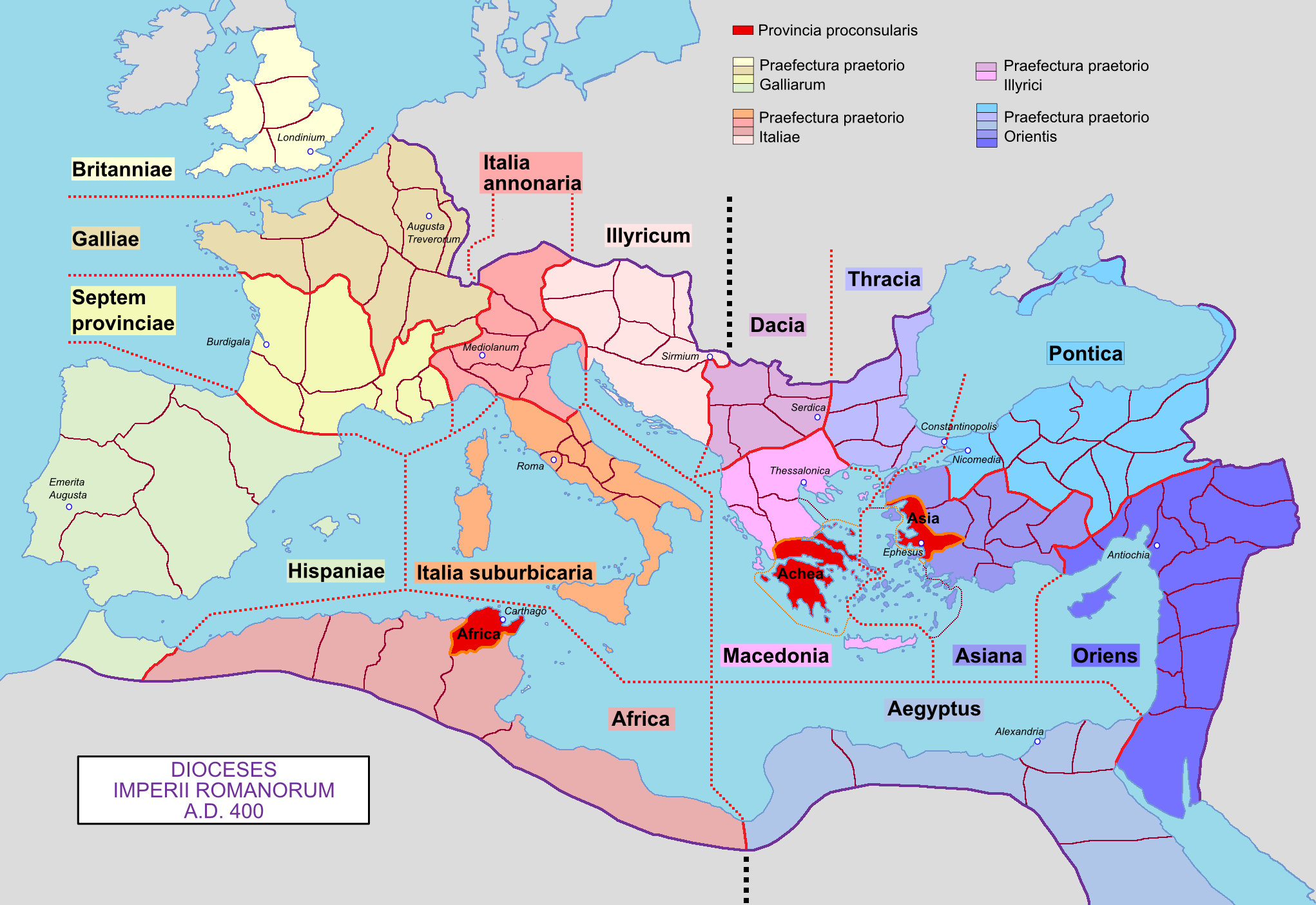
Córsega em Império Romano

- Opinoi (Opini, Castagniccia, Bozio);
- Simbroi (Sumbri, Venaco);
- Koumanesoi (Cumanesi, Fiumorbo);
- Soubasanoi (Subasani, Carbini e Livia);
- Makrinoi (Macrini, Casinca).

Santa Devota é, junto com Santa Júlia, uma das primeiras santas corsas que se tem notícia. É padroeira do Principado de Mônaco. Santa Júlia é padroeira da Córsega e de Bréscia, onde descansa, que foi transportada por Ansa, mulher do rei longobardo Desidério em 762. Santa Júlia é também padroeira de Livorno.
Como nos outros lugares no ocidente, a organização romana na Córsega caiu com a invasão dos vândalos que no século V, partindo da África, chegam a Roma. Aleria foi saqueada e, abandonada, termina em ruínas. Mariana foi sede episcopal na Idade Média.

## A alta idade média
Durante as convulsões que acompanharam o fim do Império Romano do Ocidente, a Córsega foi disputada entre vândalos e godos, aliados dos últimos imperadores romanos, até que Genserico assegurou o controle em 469.
Durante os 65 anos de dominação, os vândalos desfrutaram do patrimônio florestal da ilha para os estaleiros, e tiveram uma frota que aterrorizou o Mediterrâneo ocidental.
A potência vândala na África foi destruída por Belisário, enquanto seu general Cirilo conquista a Córsega em 534, que foi unida ao Império Romano do Oriente. Segundo Procópio, na Córsega restavam menos de 30 000 habitantes.

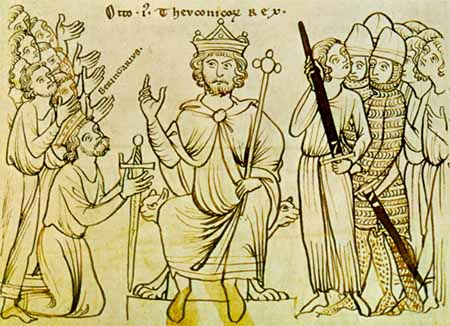
Berengario se submete à Otão I da Germânia.

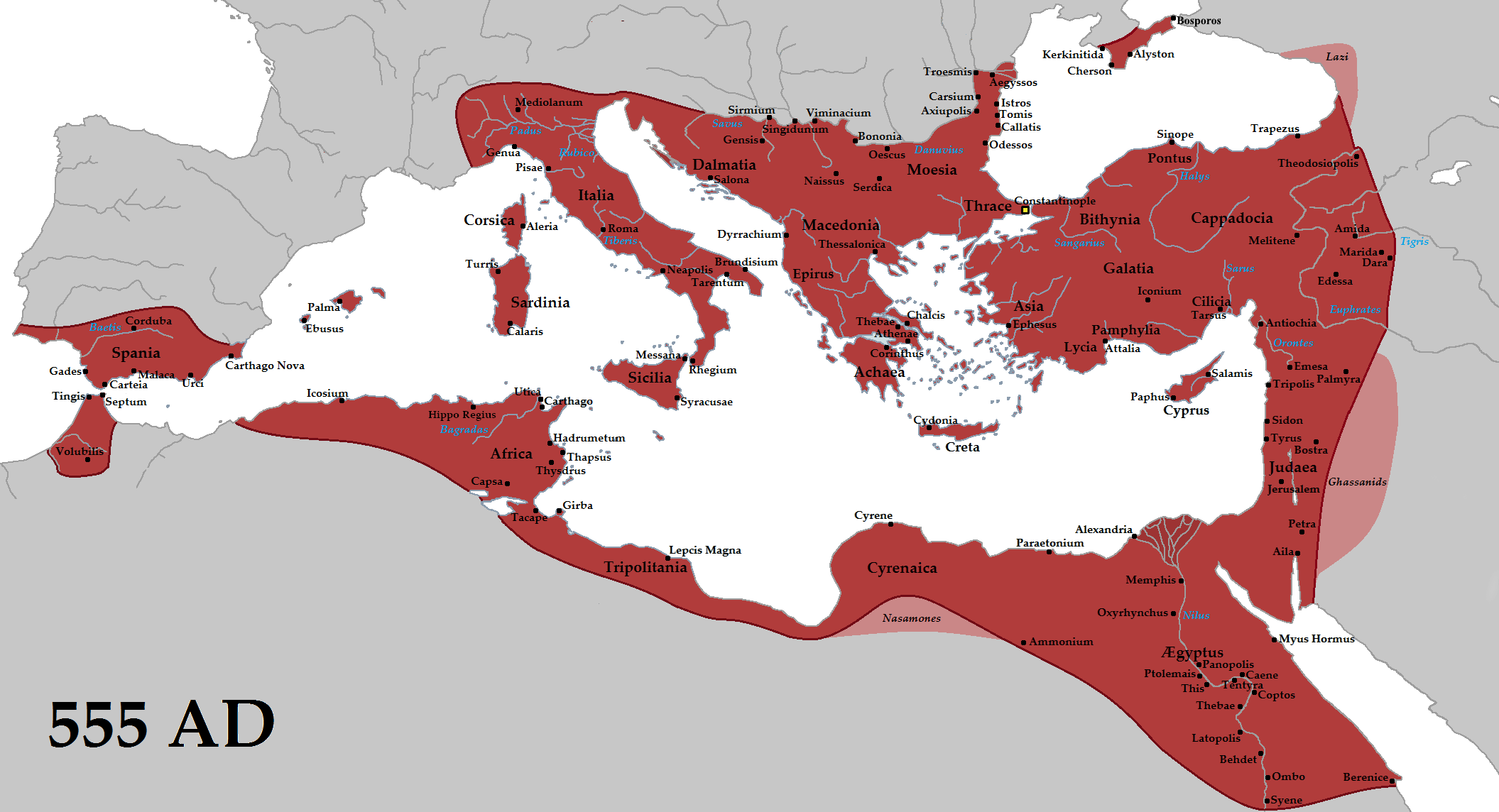
Córsega na época Império romano do Oriente

No período sucessivo, godos e longobardos saqueiam a ilha, deixada indefesa pelos Bizantinos, os quais após empobrecerem a ilha devido a um excessivo peso fiscal, não a tinham protegido devidamente. Por outro lado, os próprios Bizantinos tiveram problemas na África com a invasão árabe e, em 713, os árabes realizam as primeiras incursões contra a Córsega.
Naquela altura aconteceu um notável processo de despovoamento da ilha e a formação, perto de Roma, de uma colônia corsa em Porto (Óstia).

Córsega na época lombardas

A Córsega continua ligada nominalmente ao Império romano do oriente até que, em 774, Carlos Magno vence os Longobardos na Itália e conquista a ilha, que passa assim sob a jurisdição dos Francos. Porém, em 806 há novas incursões de mouros, desta vez provenientes da Península Ibérica; mesmo vencidos várias vezes por tropas de Carlos Magno, estes conseguem a tomar o controle por breve tempo em 810. Foram enfim expulsos por uma expedição guiada pelo filho de Carlos Magno, porém os mouros não se dão por vencidos e continuam a fazer incursões na ilha.
Para tentar acabar com esta situação, em 828 a defesa da ilha foi entregue ao Marquês Bonifácio II da Toscânia, que conduziu expedições punitivas contra os portos norte-africanos de onde saíram incursões árabes contra o litoral do mar Tirreno; na via de volta Bonifácio construiu uma fortaleza perto da ponta sul da Córsega, fundando o núcleo fortificado da cidade de Bonifácio.
A guerra contra os sarracenos, que voltaram bem cedo a fazer ataques, foi continuada pelo filho de Bonifácio, Adalberto, que herdou o compromisso em 846. Todavia os sarracenos permaneceram donos de algumas bases na ilha pelo menos até 930.
A Córsega, que nesta altura era unida ao reino de Berengário II, rei da Itália, virou refúgio de seu filho Adalberto em 962, depois que Berengário perdeu o reino para Otão I, o Grande. Adalberto conseguiu manter o controle da Córsega e passou-a para o seu filho homônimo, o qual todavia foi vencido pelas forças de Otão II. Determinou-se então a entrega da ilha à marca da Toscana, ficando o último Adalberto responsável pela Córsega.

## Terra de Comuns e Terra dos Senhores
Nesta época surgiu uma anarquia feudal que viu explodir uma luta entre pequenos senhores locais ansiosos de expandir seus pequenos domínios. Entre estes aparecem os Condes de Cinarca, que se pretendem descendentes diretos de Adalberto e procuram expandir o domínio à ilha inteira. Tal vontade deu origem a batalhas que duraram por séculos: para pôr contraste às ambições dos feudatários, ainda no século XIV Sambuccio d'Alando se colocou à frente de uma Dieta que se opôs às pretensões deles, confinando os senhores na porção Sudoeste da ilha. Esta receberá o nome de "Terra dos Senhores" (Pomonte) enquanto no restante da ilha se afirma definitivamente um regime que liga entre eles comuns autônomos (ao exemplo do modelo análogo que se aconteceu na Itália desde o século XI). Tal território receberá o nome de "Terra de Comuns" (Cismonte).
A divisão durará até ao século XVIII e marcará significativas diferenças no desenvolvimento social, econômico e até linguístico entre as duas partes da ilha, com o norte mais ligado à Itália e com uma língua mais parecida com a da Toscana.
Do ponto de vista de organização, na Terra de Comuns, cada qual dos comuns mais importantes chefiando uma Piave (a paróquia principal) nomeavam (através de sufrágio universal, incluindo as mulheres) os representantes chamados "Pais dos comuns", responsáveis pela administração da justiça e da eleição dos presidentes deles, chamado podestà, que coordenava a operação. Os podestàs das várias Piaves, por sua vez, escolhiam os membros de um conselho superior, chamado "Conselho dos Doze", responsável das leis e regulamentos estabelecidos na Terra de Comuns. Os " Pais dos comuns", além disso, elegiam para cada Piave um "Chefe", um magistrado responsável pela proteção e pela segurança da população, encarregado de garantir que os mais desfavorecidos não fossem explorados e que fosse mantida justiça para eles. Grande parte das terras dessa região eram consideradas de propriedade da coletividade comunal. A total abolição das propriedades comuns, promovida na segunda metade do século XIX pela França, trouxe consequências graves para a economia da Córsega.
Em Cinarca (Terra dos Senhores), os barões feudais mantinham as suas prerrogativas, assim como aqueles que controlavam o Capo Corso, e juntos constituíam uma ameaça para o sistema em vigor na "Terra de Comuns".
Para fazer frente, em 1020 os magistrados desta última pediram ajuda de Guglielmo Marquês de Massa (da família Malaspina), o qual, descendo na ilha, reduziu a ordem dos barões do Conde de Cinarca e estabeleceu na Córsega um próprio protetorado, para transmitir depois ao próprio filho.
Por volta da metade do século XI, todavia, o Papado levantou,na base de documentos falsificados (uma doação por obra de Carlos Magno, o qual havia estabelecido ama reversibilidade do próprio domínio a favor da Santa Sede), a questão da própria soberania na Córsega. Tal reivindicação achou grande consentimento na ilha, a começar pelo seu clero, e em 1077 os corsos se declararam súbditos de Roma.

## O domínio pisano

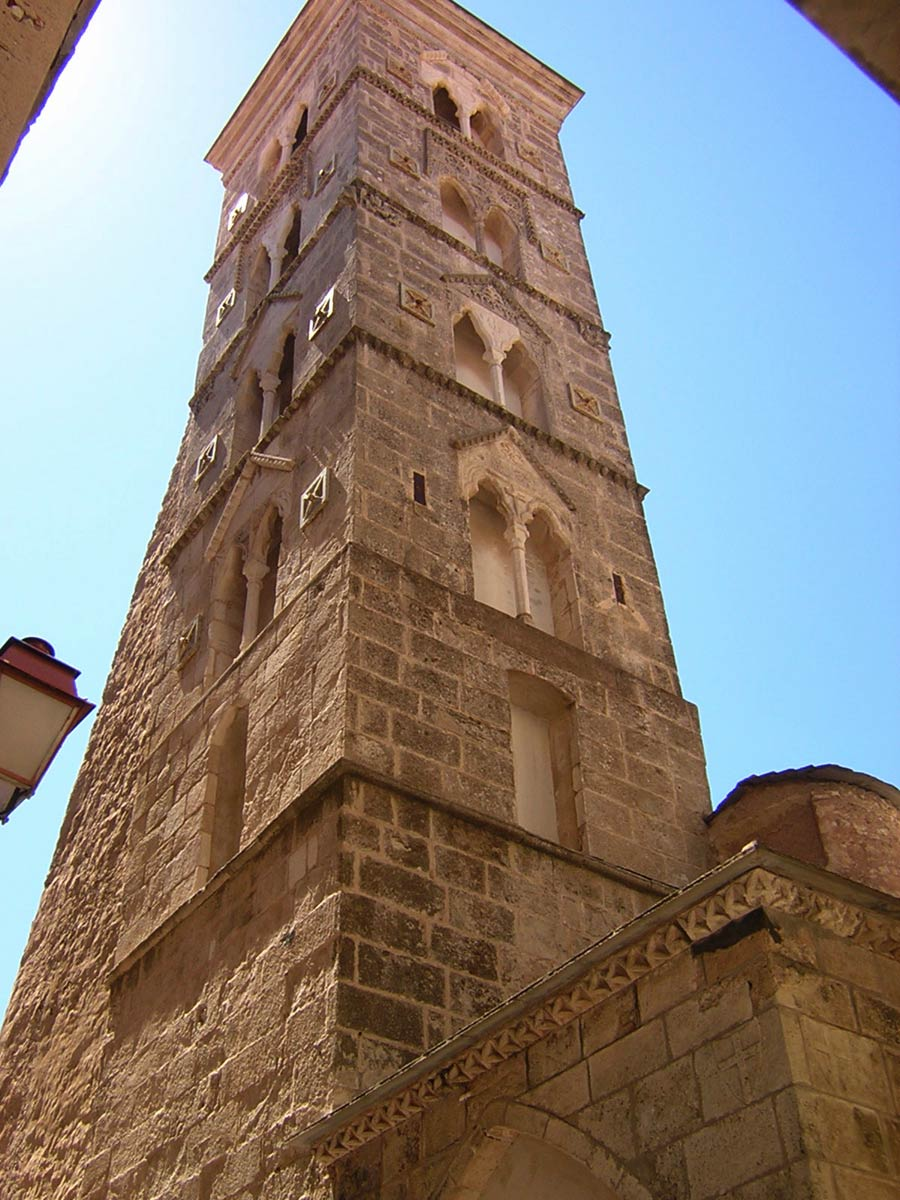
Torre campanária em estilo românico-pisano da igreja mais antiga de Bonifácio, Santa Maria Maggiore (XII sec.).

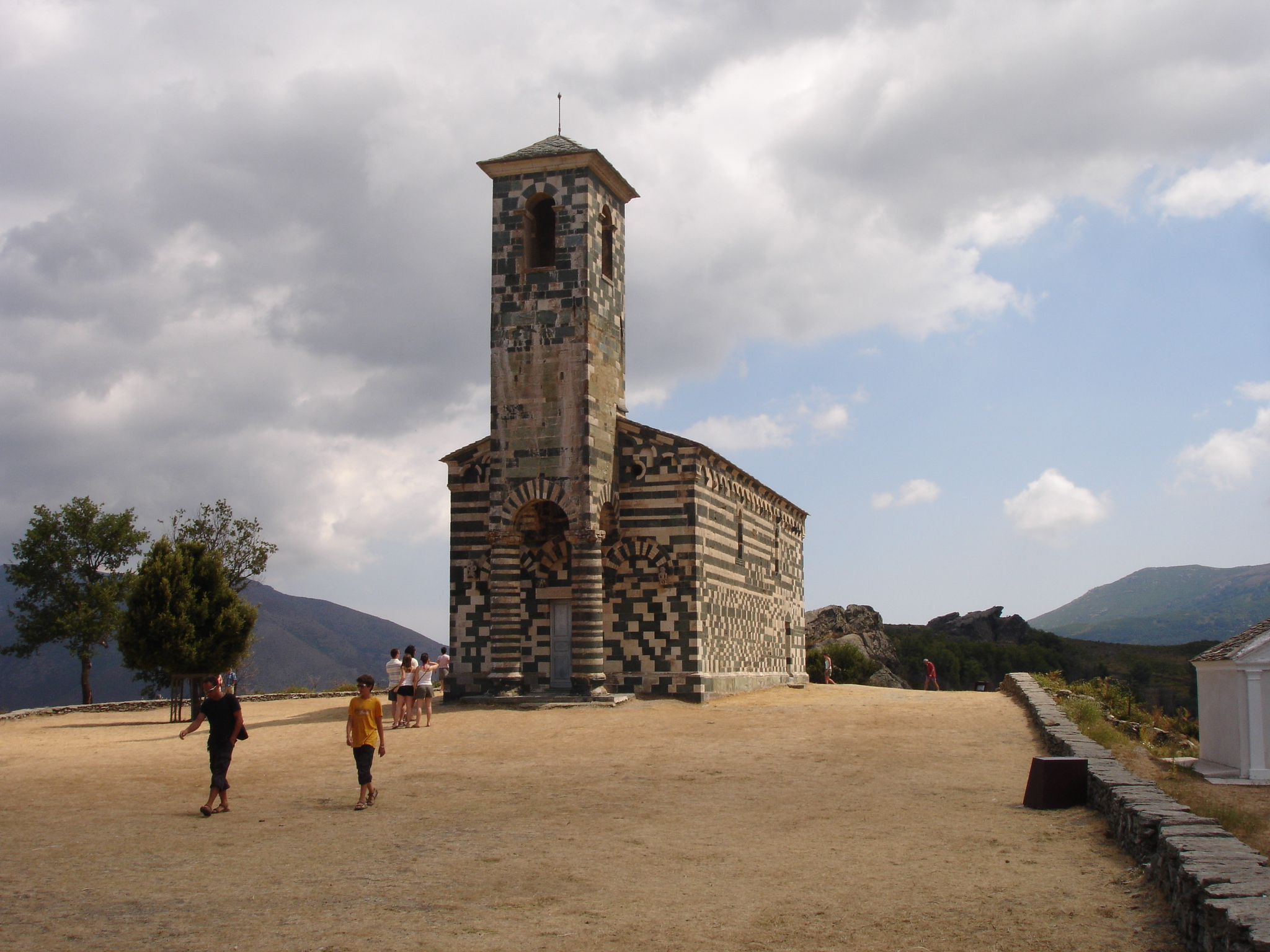
Igreja de San Michele di Murato em estilo románico-pisano (século XII).

O papa Gregório VII (1073-1085), em auge da questão das investiduras com o Imperador Henrique IV, não tomou diretamente o controle da ilha, mas passou ao bispo de Pisa, Landolfo, que o encarregou de legado pontifício pela Córsega.
Em seguida, o titular da cátedra arcebispal pisana passou a ser também Primado da Córsega (e da Sardenha). Catorze anos depois, o Papa Urbano II (1088-1099) confirmou as concessões do seu predecessor através da bula Nos igitur. O título de legado pontifício passou então a Daiberto, instalado na cátedra de Landolfo. A assinação como sufragâneos dos bispados corsos fez com que o bispo de Pisa assumisse o título de arcebispo.
Pisa, com o seu porto, mantinha por séculos (desde a época romana) estreitos ligações com a ilha, expandindo - ao mesmo tempo que a própria potência marítima crescia - a própria influência política, cultural e econômica.
Durante a administração episcopal seguiu inevitavelmente a autoridade política dos Juízes (magistrados administrativos) da República toscana, destinada em breve tempo a fazer reflorescer a Córsega e marcar profundamente, também depois da substancial perda de controle da ilha em seguida a desastrosa derrota sofrida pelos pisanos nas mãos dos genoveses, na batalha da Meloria em (1284).
Apesar de que na atualidade em geral se julgue positivamente o governo da República de Pisa, não faltaram na Córsega motivos de descontentamento. Parte do clero e dos bispos da ilha não suportava a submissão ao arcebispo de Pisa, ao mesmo tempo que o poder crescente da República de Génova, rival tradicional de Pisa, sabendo do valor estratégico da Córsega, apoiou às reclamações dos corsos no tribunal papal de Roma para obter a ilha em próprio favor.
Deste modo, depois de um período durante o qual o papado não adotou uma posição clara, em 1138 Papa Inocêncio II estabeleceu uma solução de compromisso e dividiu a jurisdição eclesiástica da ilha entre os arcebispos de Pisa e de Gênova, assinando o começo da influência lígure na Córsega, sendo ainda mais forte depois de 1195 com a ocupação genovesa de Bonifácio.
Os pisanos tentaram por vinte anos, sem sucesso, de recapturar a cidade, até que em 1217 o Papa Honório III tomou o controle da ilha. Porém, a mediação papal não serviu para cessar a briga entre Pisa e Gênova, e com a influência deles, fez repercutir durante todo o século XIII também na ilha a briga entre guelfos e gibelinos que estava acontecendo em toda a Itália.
No ambiente desta briga (e seguindo um esboço que já tinha acontecido e que se repetiria muitas vezes mais tarde favorecendo os domínios), os maiorais da Terra de Comuns invocaram a intervenção do marquês Isnardo Malaspina. Os pisanos reagiram estabelecendo um novo conte de Cinarca, e a guerra invadiu a ilha sem que nem o partido genovês nem o pisano puderam ser impostos definitivamente até a batalha de Meloria 1284, inclinado a balança a favor de Génova que, a partir daquele momento, estendeu a sua influência na Córsega.

## A herança de Pisa

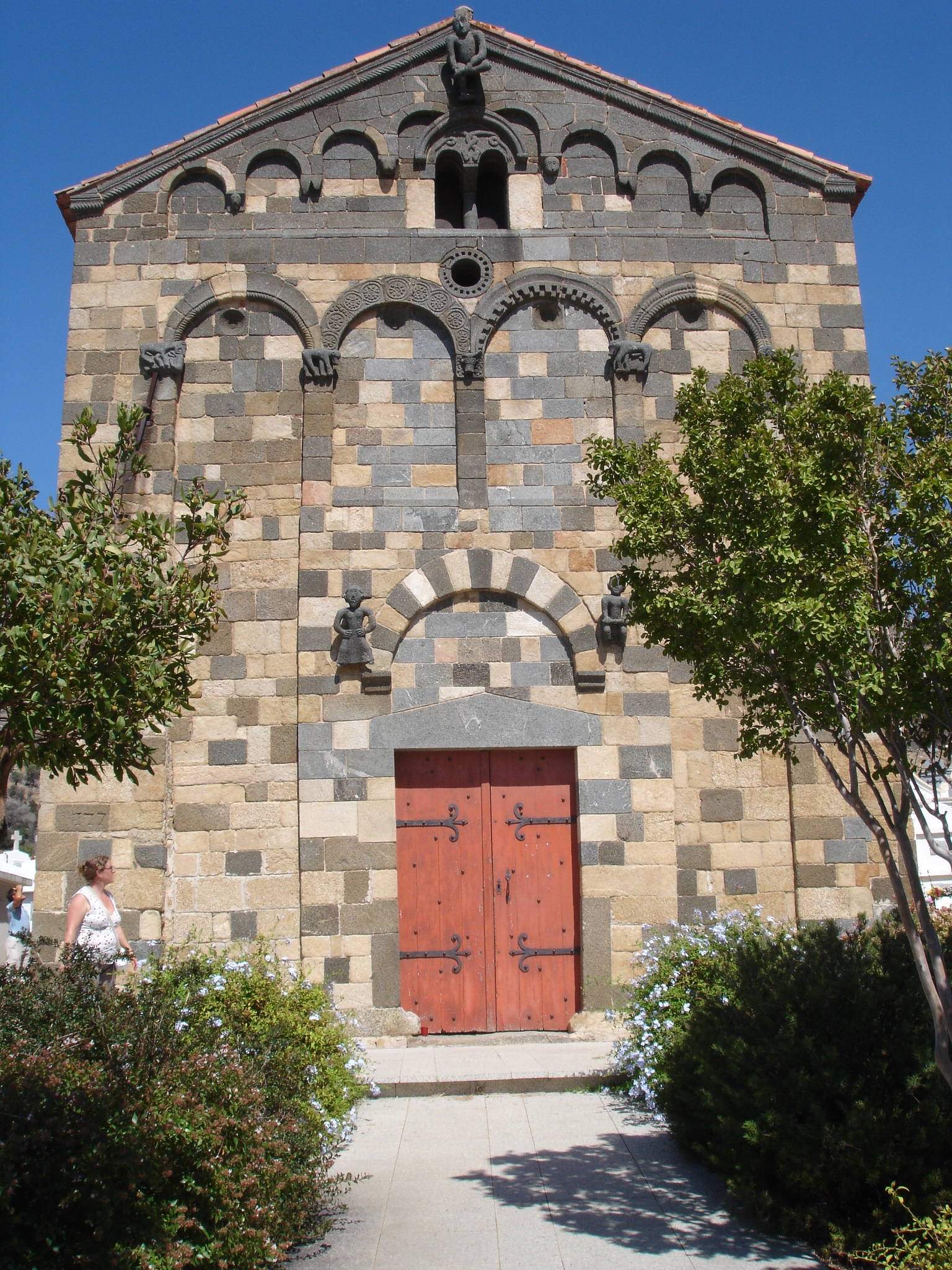
Igreja de Aregno em estilo românico-pisano, testemunho do domínio pisano.

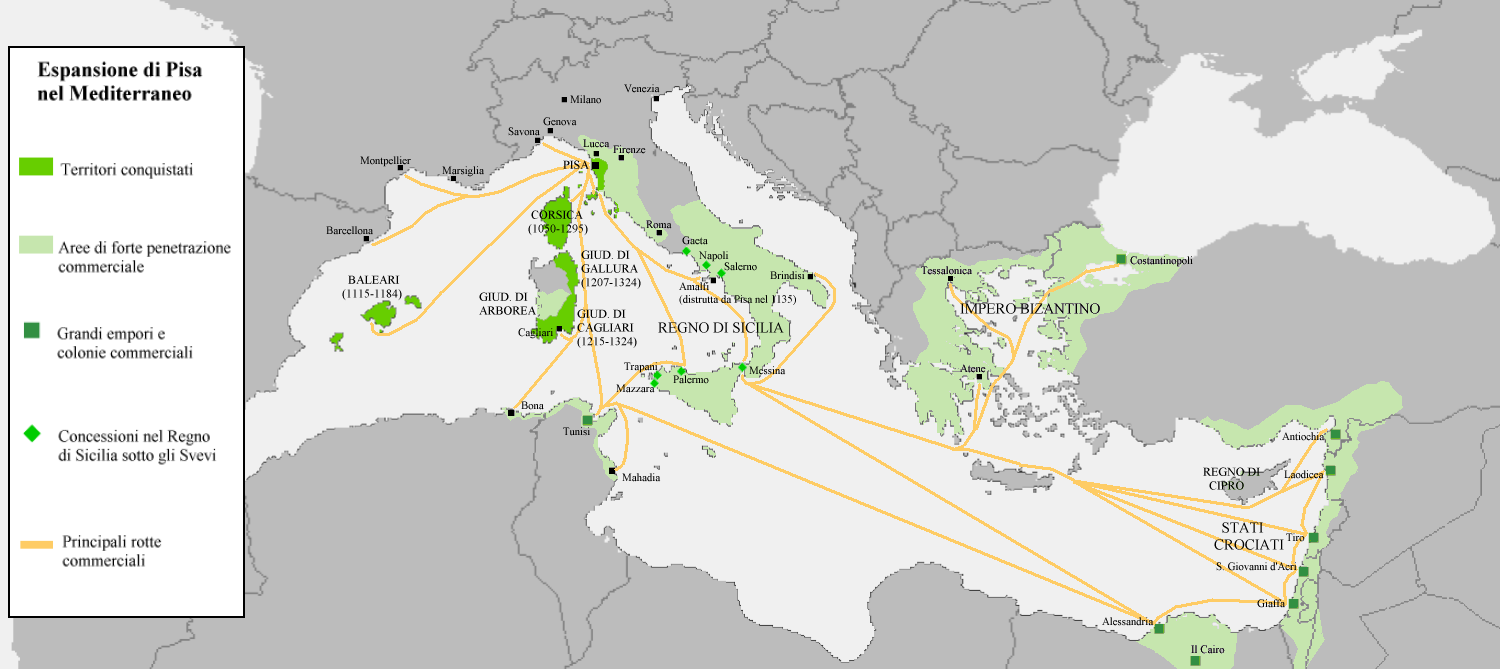
Córcega e República de Pisa 1050-1285

A memória da influência pisana permaneceu na toponímia e na onomástica (ainda são muito difundidos na Córsega sobrenomes de origem toscana), no idioma local (bem toscano principalmente na região de Bastia e de Capo corso) e em alguns dos exemplos mais notáveis de arquitetura românica que permaneceu na ilha (igrejas e edifícios públicos: em todas as catedrais de Nebbio, Mariana, San Michele di Murato, San Giovanni di Carbini, Santa Maria Maggiore di Bonifacio, San Nicola di Pieve) e de infraestruturas (rodovias, pontes, fortificações e torres).
Contudo, até mesmo depois do começo do domínio genovês, Pisa manteve intensas relações com a Córsega, como é demonstrado no corpus documental abundante relativo à Córsega que está na Cúria de Pisa, a qual anexara uma escola para seminaristas corsos durante muito tempo.
Pouco conhecido, embora significante, é o fato de o Nielluccio, um dos vinhedos mais difundido na ilha (semelhante ao Sangiovese da Toscana), a base do vinho corso Patrimônio, ter sido importado pelos pisanos no século XII.
Durante aquele tempo ganha também prestígio na Córsega o toscano vulgar, que passa a ser a língua oficial. Pisa também será a primeira da sede universitária (seguida por Roma e Nápoles) frequentada por corsos. Estudaram em Pisa Carlo e Giuseppe Bonaparte, Antonmarchi (médico em Santa Helena de Napoleão), o poeta Salvatore Viale, o higienista Pietrasanta, o doutor de Napoleão III vindo a ser, nos casos de Angeli, Farinola, Pozzo di Borgo e outros a formar parte do corpo educacional e reitoral da Universidade de Pisa.

## O parênteses aragonês e a penetração genovesa

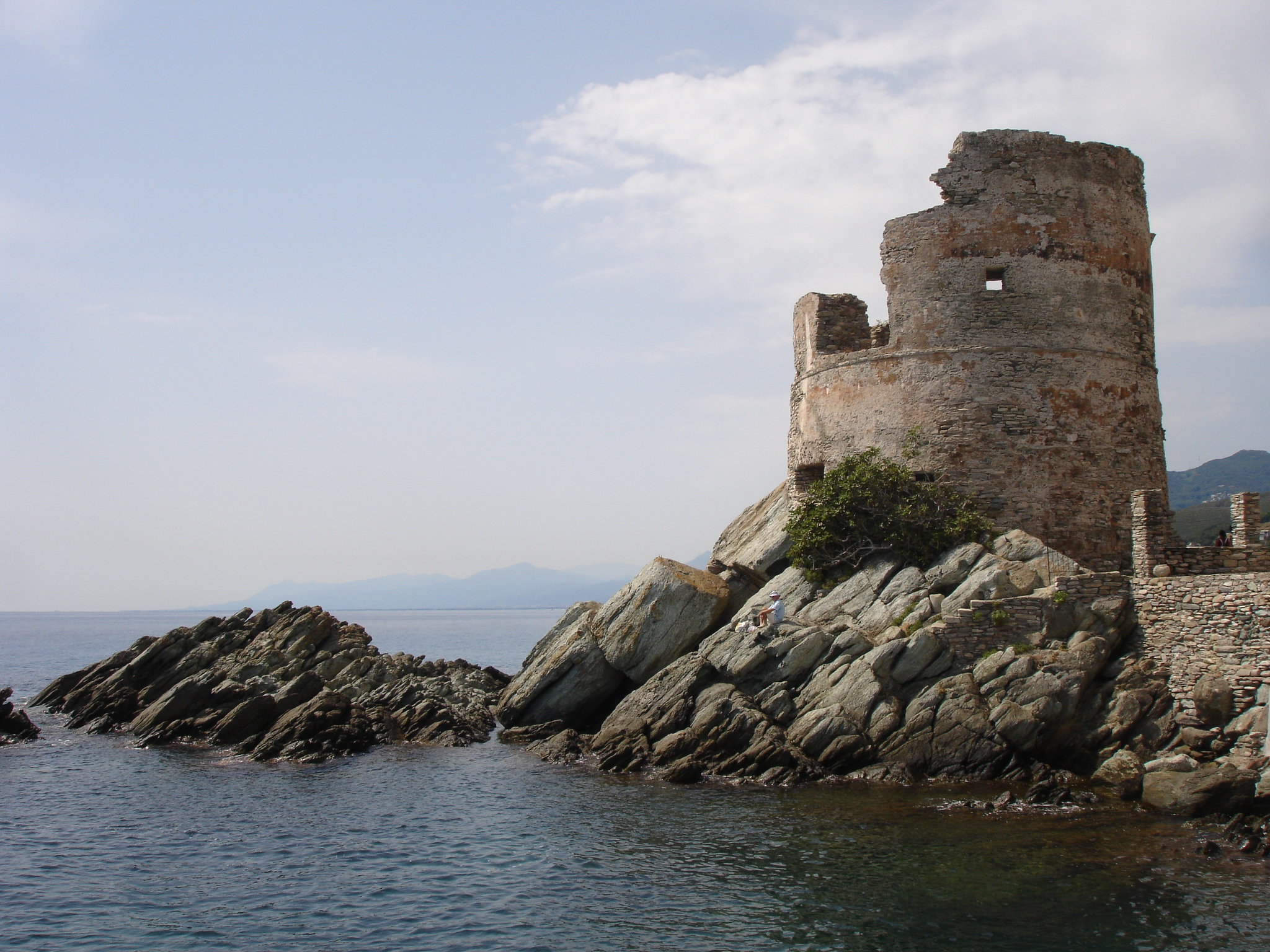
Os restos de uma torre genovesa em Erbalunga, Córsega do norte.

Em 12 de junho de 1295, para complicar ainda mais a situação na Córsega, depois da derrota dos pisanos na batalha de Meloria que fez estes perderem o controle da ilha, interveio o Papa Bonifácio VIII (1294-1303), investindo em favor do rei Jaime II de Aragão (insinuado na briga pela Reconquista) e soberano do novo Reino de Sardenha e Córsega (Tratado de Anagni).
Porém, os aragoneses não decidiram atacar a Sardenha até 1324, acabando assim com qualquer desejo dos pisanos de controlar o norte de Sardenha e da Córsega.
Durante aquele tempo a Córsega continuou em uma situação de anarquia até 1347, tempo em qual foi convocada uma grande assembleia de Líderes e Barões que, guiada por Sambucuccio de Alando, decidiu-se ficar sob a proteção de Génova e oferecer à república lígure a soberania total na ilha que seria exercitada por meio de um governador.
De acordo com esta oferta, a Córsega pagaria tributos regulares a Génova, que em troca ficaria com o custo de proteger a ilha dos ataques repetidos de piratas (que continuarão de um modo descontínuo até o século XVIII) e garantiria a manutenção das leis corsas e de suas estruturas e alfândegas de governo autônomo local que foi regulado pelo Conselho dos Doze em Cismonte, e para o Conselho dos Seis em Pumonte. Os interesses insulares seriam representados por Génova através de um "Oratore."
Naquele tempo toda a Europa estava sendo afetada pela Peste negra que também chegou na Córsega e causou numerosas vítimas no mesmo momento no qual a supremacia genovesa foi afirmada. O acordo entre os Líderes e Barões foi violado e tanto uns como os outros mantiveram conflitos que afetaram a colocação efetiva do domínio genovês na Córsega. Nesta situação o rei Pedro IV de Aragão reivindicou os direitos de soberania da ilha.
Então, o Barão Arrigo della Rocca, Conde de Cinarca, aparece em cena, e com o apoio das tropas aragonesas em 1372 assume o controle quase total da ilha, deixando apenas o extremo norte e algumas fortificações marinhas sob controle genovês. Esta vitória levou os Barões do Capo corso a pedir ajuda novamente a Génova, que pensou resolver o problema investindo na ilha uma companhia comercial chamada "Maona", formada por cinco pessoas com tentativa de subornar Arrigo, ainda que sem resultados.
A Maona especialmente era um consórcio de comerciantes (por vezes de caráter familiar) que Génova usou frequentemente, entre os século XIII e o século XV, com as funções de governo também nas colônias orientais. Entre as primeiras Maonas esteve a da ilha de Quios, no Egeu, instituída em 1347 e entre os sócios originou a família nobre famosa genovesa dos Giustiniani.
Ao continuar as tensões, em 1380, quatro dos cinco sócios da Maona resignaram a Génova os cargos que tinham, enquanto só deixando Leonello Lomellino a exercitar a função de governador. Com tal cargo, Lomellino fundou, em 1383, a cidade de Bastia, dedicado a transformar o núcleo mais importante do domínio genovês e capital da ilha (até a mudança para Ajaccio, depois da invasão francesa no século XVIII).
Foi só em 1401, depois da morte de Arrigo, que a autoridade genovesa foi formalmente restabelecida na ilha, embora Génova naquela época tenha caído nas mãos dos franceses: entre 1396 e 1409, Carlos VI da França foi senhor da República de Génova, que administrou por meio do governador Jean Le Meingre chamado Boucicault. Sob o governo destes, em 1407, foi fundado o Banco di San Giorgio, um consórcio potente de credores privados os quais foi dada a administração das rendas do Estado e o governo de numerosas terras e colônias, entre elas a Córsega.
Então, Lomellino foi reenviado a Córsega em 1407 como governador por conta de Carlos VI da França e teve que enfrentar Vincentello d'Istria que, depois que obter privilégios da Coroa de Aragão, tinha sido declarado Senhor de Cinarca e tinha contido ao redor sim a Terra de Comuns, Bastia incluída, se proclamou Conde da Córsega em 1405. Os esforços de Lomellino não tinham êxito algum e em 1410 Génova (que tinha recuperado a independência) só controlava Bonifácio e Calvi.
Mais uma vez, uma revolta interna acabou com a independência virtual da Córsega: a revolta de um feudatário e do bispo de Mariana fez Vincentello perder o controle da Terra de Comuns e, enquanto ele foi para Aragão para pedir ajuda, os genoveses poderiam completar a reconquista da ilha inteira.
Porém, o jogo complexo de alianças e inimizades locais não permitiu que esta reconquista fosse durável. A colocar a situação novamente em movimento foi o Cisma do Ocidente e a briga para a investidura papal que acontece em torno ao último papa de Avinhão, Bento XIII, apoiado pelos bispos corsos favoráveis a Génova por uma lado, e pelo antipapa João XXIII, apoiado por aqueles favoráveis a Pisa.

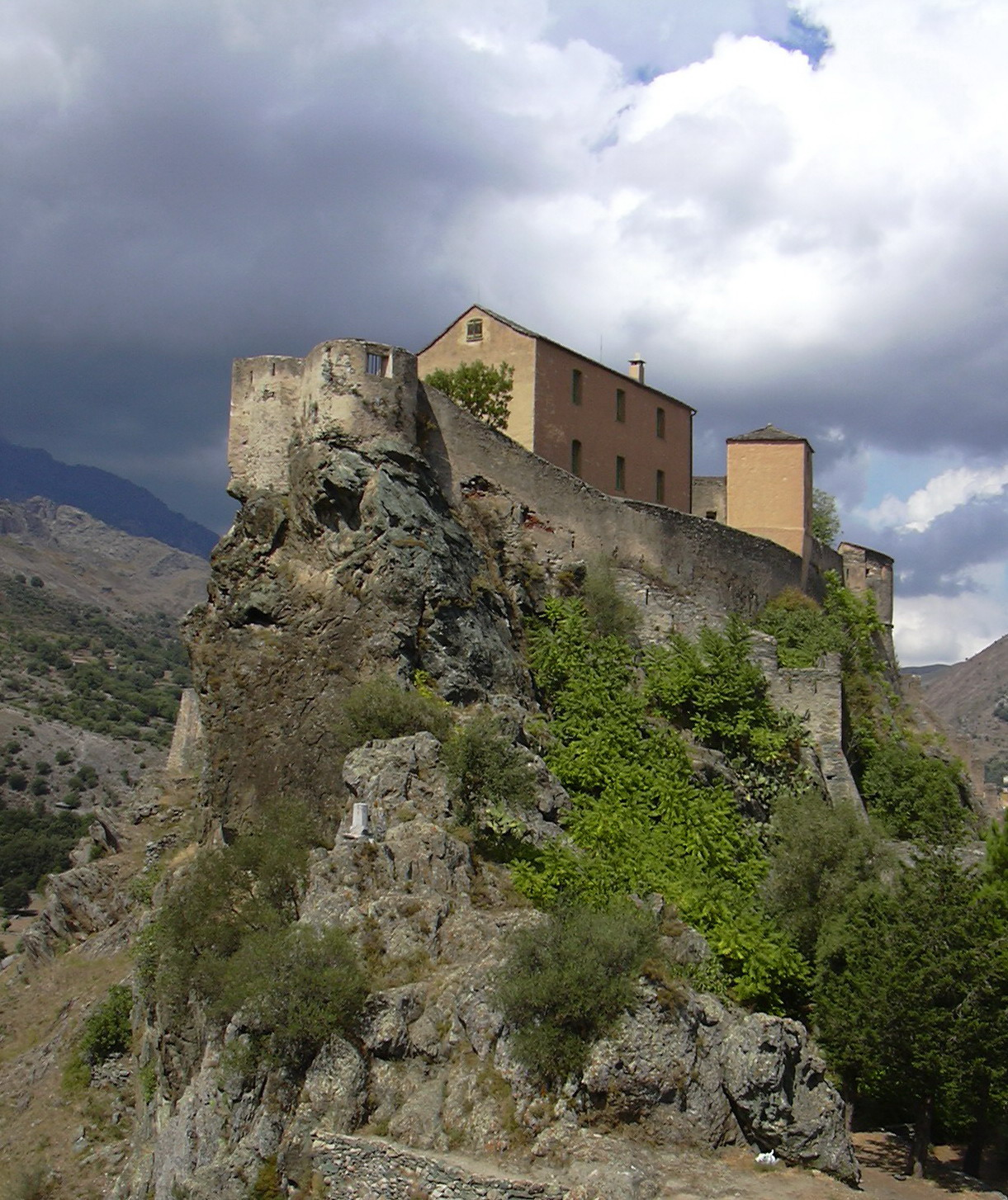
A cidadela de Corte.

Vincentello que conseguiu desembarcar na ilha com uma força militar aragonesa, não acha grandes obstáculos e tira proveito das rivalidades cruzadas para assumir o controle facilmente de Cinarca e de Ajaccio.
Depois de se aliar com os bispos a favor dos pisanos, aumentou sua influência na Terra de Comuns e construiu o castelo de Corte: em 1419 a influência genovesa na ilha tinha sido novamente reduzida aos núcleos de Calvi e Bonifácio, enquanto Vincentello, com o título de Vice-rei da Córsega, estabelecia a partir de 1420 a sede de seu governo em Biguglia.
Nestas circunstâncias, Afonso V de Aragão apresentou-se com uma grande frota no mar da Córsega, com o objetivo de tomar posse pessoalmente da ilha para que passasse a fazer parte do Reino de Sardenha e Córsega. Depois da queda de Calvi, Bonifácio, cidade que sempre teve grande influência genovesa seguiu resistindo animada pelas intrigas dos partidários de Gênova.
Durante esse período de tempo, a resistência de Bonifácio fez com que os sitiadores acabassem com o bloqueio da cidade, que, uma vez obteve a confirmação de seus privilégios, se tornou de facto numa espécie de microrrepública independente sob proteção dos genoveses. Pouco depois, o descontentamento devido aos elevados impostos fez estourar uma revolta geral contra Vincentello, que, numa tentativa de se dirigir à Sicília, acabou restando prisioneiro e, conduzido a Gênova como rebelde e traidor, foi decapitado em 27 de abril de 1434.
A luta entre as facções pró-genovesas e pró-aragonesas prosseguiu na ilha, e o Doge genovês Giano di Campofregoso recuperou o controle da Córsega, apoiando-se na maior capacidade artilheira (1441). Com motivo de dita reconquista funda-se e fortifica a cidade de San Fiorenzo (1440).
A reacção aragonesa levou a luta ao seu ponto culminante. Em 1444 desembarcou na ilha um exército pontifício de 14 000 homens, enviada pelo papa Eugênio IV. Este exército, no entanto, foi derrotado pelas milícias corsas controladas por Rinuccio da Leca, encabeçando uma união que reunia quase todos os Chefes e Barões locais. No entanto, uma segunda expedição saiu vitoriosa, e o próprio Rinuccio morreu em batalha na frente de Biguglia.

## O senhorio do Banco de San Giorgio e de Gênova

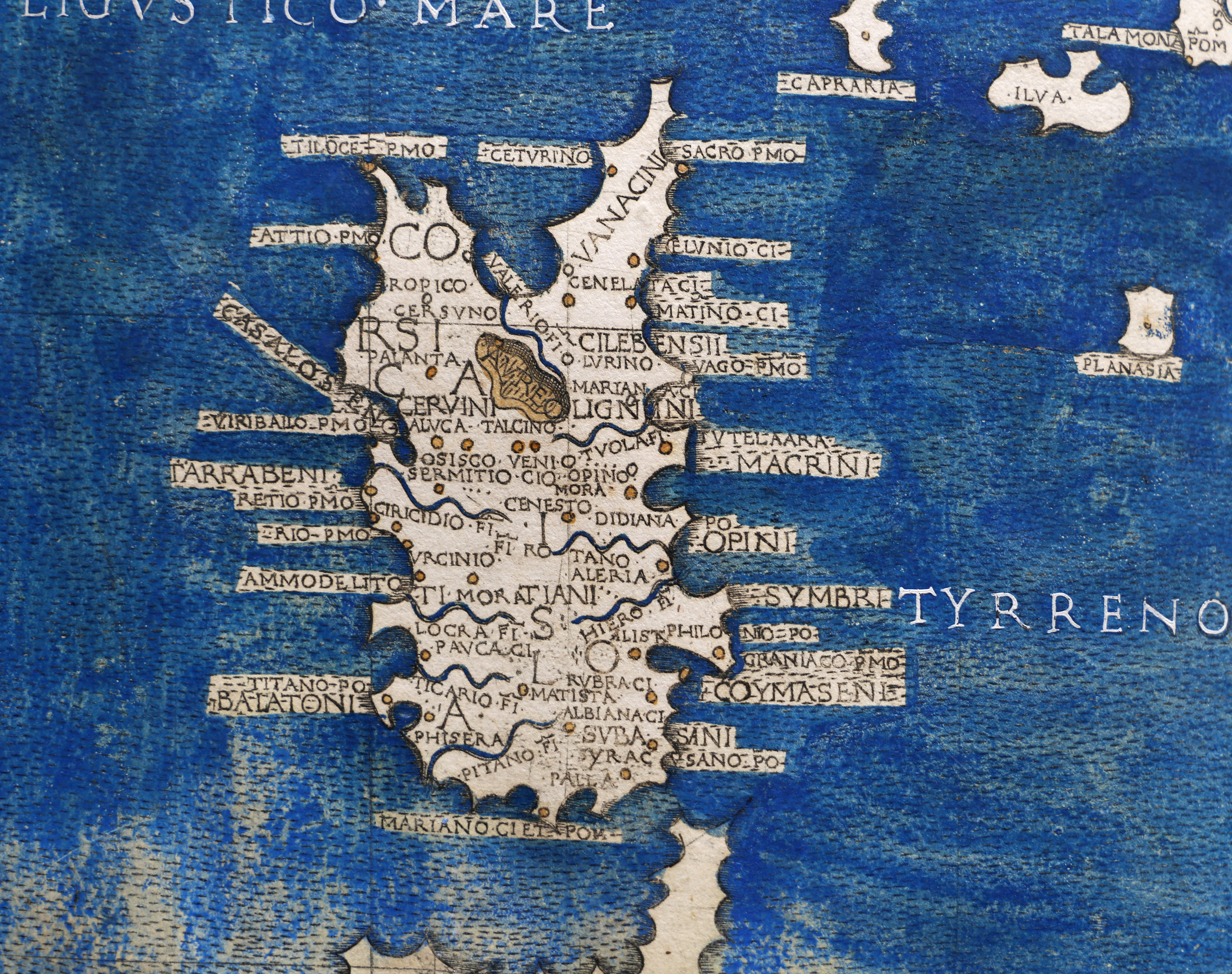
Córsega en 1482

1447 pode considerar-se num ano crucial para o controle genovês da Córsega. Neste ano acede à cadeira papal Nicolau V, natural de Sarzana, na região lígure, e por isso ligado à República de Gênova. De modo imediato fez valer os direitos papais sobre a ilha (cujas principais praças estavam sob controle das tropas pontifícias) e cedeu-os a Gênova.
Assim passou-se a um período em que a ilha passa a estar controlada amplamente pela República genovesa excetuando Cinarca, sob controle nominal dos aragoneses mediante o domínio mais concreto dos Senhores locais, e da Terra de Comunas, que mediante uma assembleia de seus chefes, em 1453 decidiu oferecer o governo de toda a ilha ao Banco de San Giorgio, a potente companhia comercial e financeira estabelecida em Gênova em 1407, que o aceita.
Uma vez expulsos os aragoneses (de cujo passo pela Córsega ficará o emblema da Cabeça Moura), o Banco de San Giorgio começou uma autêntica guerra de extermínio contra os Barões insulares, cuja resistência organizada termina em 1460, quando os líderes são detentos e mandados ao exílio na Toscana. Ainda teriam de decorrer dois anos de lutas para conseguir submeter por completo a ilha, até 1462, em que o capitão genovês Tommasino da Campofregoso, de mãe corsa, fez valer com sucesso seus direitos familiares para reafirmar o controle total da República também no interior da ilha.
Apenas dois anos depois, em 1464, Gênova, e com a Córsega, cai em mãos de Francisco I Sforza, duque de Milão. A sua morte, em 1466, a autoridade milanesa na ilha desvaneceu-se pelas habituais turbulências internas e, uma vez mais, apenas as cidades costeiras permaneceram de modo efetivo sob a tutela das potências continentais.
Em 1484 Tommasino da Campofregoso convenceu aos duques Sforza para que lhe confiassem o governo da ilha, conseguindo o controle das fortificações. Nesse tempo consegue consolidar o poder interno, aliando-se com Gian Paolo da Leca, o mais poderoso dos Barões insulares.

Estados italianos em 1494

Três anos depois a situação voltava-se a mover. Um descendente dos Malaspina, que já tinham tido relação com Córsega no século XI, Jacopo IV de Appiano, príncipe de Piombino, foi chamado para que interviesse em favor daqueles que se opunham a Tommasino, e assim o irmão do príncipe, Gerardo conde de Montagnano, se proclamou conde da Córsega e, depois de desembarcar na ilha, se apoderou de Biguglia e de San Fiorenzo. Mais que se opor a Gerardo, Tommasino restituiu discretamente as prerrogativas em favor do Banco de San Giorgio, que durante esse tempo refundou e fortificou Ajaccio (1492) perto do lugar da antiga Aiacium romana. A decisão de Tommasino foi criticada por outros membros de sua família e por Gian Paolo da Leca, com razão, já que em quanto o banco terminou com Gerardo, apontou suas armas contra os belicosos barões corsos, aos que não conseguiu submeter até 1511, e isto depois de longa e sangrenta luta.
Durante seu governo, o Banco de San Giorgio demonstrou escassa visão política, optando por uma busca do benefício mais imediato em lugar de uma estratégia de integração, e instaurando desse modo um regime colonial.
Aumentou-se o desenvolvimento dos bosques, mas os principais benefícios eram para o Banco, que impunha à ilha umas taxas de tal magnitude que de fato impedia qualquer possibilidade de desenvolvimento local. Ao longo de toda a costa da ilha se reconstruíram e em grande parte se construíram ex novo torres de vigilância e defesa (muitas delas ainda existem hoje em dia) para dispor de um sistema de alerta contra as incursões dos piratas berberiscos, unido às patrulhas marítimas. Apesar de que não se eliminará do todo (permanecerá até o século XVIII), esta praga se controlou, ainda que mais para proteger os interesses econômicos coloniais que para brindar proteção à população corsa, que seguirá sofrendo as sangrentas incursões dos piratas, virtualmente impunes quando actuavam nas zonas de costa, que o banco considerava sem interesse estratégico e econômico.
Em grande parte, as instituições locais (entre as que se distinguia por seu realmente avançado conceito político a organização da Terra de Comunas) foram abolidas ou esvaziadas de conteúdo e concorrências concretas. Os notáveis corsos nem sequer puderam gozar por completo dos direitos de cidadania, sem falar de aceder à oligarquia republicana genovesa, que por definição lhes estava fechada.
As tentativas de rebelião foram geralmente reprimidas com grande dureza, utilizando com frequência o recurso à pena de morte; ou alternativamente aplicando o princípio de "divide et impera", manejou habilmente (incitando-as quando era necessário) batalhas locais ou inícios de guerra civil, utilizando esses desencontros para debilitar as forças e o moral dos senhores da ilha e, portanto,  prevenir contra alianças que pudessem ocasionar um levantamento geral. Desenvolveu-se a cultura da vendetta e do banditismo, que cresceram ao invés de acabarem. Tudo isto enquanto em Europa, e especialmente na vizinha Itália peninsular, florescia o Renascimento.
Às desgraças políticas uniram-se epidemias de peste e o encarecimento do custo da vida que serviram pára que o processo de empobrecimento e embarbaramento da ilha, além de exacerbar o ódio dos corsos para o domínio genovês.

### Início da penetração francesa na Córsega
Durante a primeira metade do século XVI França, que se estava desenvolvendo como estado e potência europeia, começa a colocar os seus peões no Mediterrâneo pelo que manifesta interesse pela Córsega e por Itália. Neste quadro, Henrique II da França concebe um projeto para apoderar-se da ilha, aproveitando a torpeza da política dos genoveses e o ressentimento dos corsos enrolados nos exércitos franceses como mercenários.

### A primeira conquista francesa e Sampiero Corso
Depois de assinar em 1553 um tratado de cooperação com o sultão otomano Solimão, o Magnífico, o rei da França garantiu-se não só a neutralidade, senão também a colaboração da frota turca no Mediterrâneo. Só 18 anos depois, em 1571, o avanço turco para Europa deter-se-á na batalha de Lepanto com uma frota multinacional, ainda que dirigida principalmente por Espanha e Veneza, e na que França não participa.
Pouco depois da assinatura do tratado entre Francisco I da França e Solimão, a frota franco-turca apresentou-se ante a costa da ilha e atacou-a, sitiando ao mesmo tempo todas as fortalezas costeiras. Bastia caiu quase sem lutar, enquanto Bonifacio resistiu muito tempo e só cedeu ante a promessa à guarnição de respeitar a vida dos sitiados, promessa que os turcos incumpriram, já que uma vez a cidadela se rendeu toda a guarnição foi massacrada e a cidade saqueada. Cedo caiu toda a ilha, salvo Calvi que seguiu resistindo.
Preocupado pela ação francesa, que abria decididamente as portas aos otomanos em pleno coração do Mediterrâneo ocidental, interveio o rei de Espanha e imperador de Alemanha, Carlos V, que a sua vez invadiu a ilha à cabeça de suas tropas e as de Gênova. Nos anos seguintes (os Turcos tinham desembarcado brevemente só em Bonifacio), alemães, espanhóis, genoveses, franceses e corsos lutaram ferozmente pelas fortalezas da ilha.
Em 1556, data em que ocorre uma trégua, que deixava momentaneamente a França o controle de toda a ilha, salvo Bastia, que anteriormente tinha voltado a ser conquistada por genoveses e espanhóis. O governo francês (mais moderado que o genovês) conseguiu simpatias entre a população, também graças à ação dos corsos ao serviço da França, entre os que estava, com o grau de coronel, o mercenário Sampiero di Bastelica.
No entanto, em 1559, as conclusões da Paz de Cateau-Cambrésis dispuseram a restituição da Córsega ao Banco de San Giorgio. Os responsáveis do banco procederam imediatamente a impor duros impostos para tratar de ressarcir-se dos gastos de guerra (impostos que grande parte dos corsos se negaram ou estiveram em medida de pagar) e, violando o tratado, que previa uma anistia general, procederam a confiscar todos os bens de Sampiero, de sua esposa Vannina d'Ornano, e de outros corsos que tinham servido ao lado da França.
Sampiero, estabelecido em Provença, não se deu por vencido e começou a trabalhar para agrupar meio a ele uma parte significativa dos notáveis da ilha enfrentados a Gênova, enquanto paralelamente buscava apoios para seu projeto de separar a ilha da República de Gênova. Dirigiu-se com esse objetivo a Catarina de Médicis, então rainha regente da França depois da morte de seu marido durante os festejos de celebração da Paz de Cateau-Cambrésis. No entanto, Catarina negou-se a apoiar Sampiero, não querendo se implicar numa operação que reabrisse a longa guerra que acabara de terminar.
Não teve mais sorte uma tentativa nesse sentido com Cosme I de Médicis, que também queria apropriar-se da Córsega, mas pretendia fazer com ela só mediante tratados com as potências europeias, já que sabia que Toscana não estava em condições de desafiar abertamente aos genoveses.
Fracassada uma posterior tentativa de conseguir o apoio dos Farnésio de Parma, Sampiero, que tinha conseguido credenciais diplomáticas francesas, conseguiu ir pessoalmente ao Norte da África e a Constantinopla para suplicar ao Sultão que interviesse para converter a Córsega em província otomana, o que demonstra bem até que ponto Gênova era odiada entre os corsos agrupados ao redor do antigo coronel dos franceses. A missão de Sampiero em Oriente terminou frustrada porque enquanto Cosme I, conhecedor dos projetos do corso para instalar à potência otomana justo em frente à costa toscanas, tinha advertido da iniciativa aos genoveses, cujos embaixadores se tinham adiantado a Sampiero e convencido aos ministros turcos para que recusassem a proposta.
Enquanto Sampiero estava em Oriente, sua mulher, Vannina d'Ornano, dona de feudos confiscados por Gênova, tinha tratado de recuperá-los buscando pessoalmente um acordo com a Serenísima República de Gênova. Ao ficar a saber Sampiero destas gestões ao regressar à França, não hesitou em reagir ante o que considerava uma sangrenta traição, matando a um amigo corso que tinha permanecido para cuidar a sua esposa e estrangulando pessoalmente a sua esposa e às duas damas de companhia que a cuidavam em sua ausência. Sampiero reivindicou os homicídios como delito de honra debochando deste modo à justiça francesa. Levado por um grande entusiasmo e uma dose de desespero unida às suas vivências pessoais, desembarcou em julho de 1563 com um punhado de seguidores em Propriano, no golfo de Valinco, com o desejo de expulsar aos genoveses da ilha.
Enquanto os genoveses uma vez conscientes (ainda que tarde) do nefasto papel político desempenhado pelo Banco de San Giorgio na administração da Córsega, tinham decidido assumir o controle direto a partir de 1562, instalando um governador na ilha.
Em muito pouco tempo Sampiero consolidou as alianças locais, preparadas desde muito tempo antes, consolidando um exército de 8000 homens, com o que levou a cabo uma sangrenta série de golpes de mão aos que o governo genovês se opôs tanto pelas armas como animando as rivalidades entre os notáveis ilhéus. Depois de anos de uma guerra caracterizada por uma extrema ferocidade por ambas partes, por matanças, saques, incêndios de colheitas e de populações, os genoveses explodindo o ódio dos familiares de Vannina conseguiram recrutar entre eles sicários que, em 1567 mataram Sampiero pelas costas e levaram sua cabeça ao governador de Gênova. O suposto nome do assassino de Sampiero, Vittolo passou assim a se converter em paradigma do traidor na fantasia corsa popular e ainda hoje guarda esse significado.
A luta prosseguiu durante algum tempo encabeçada por um juveníssimo filho de Sampiero, Afonso, mas os rebeldes corsos, sem a experiente liderança de Sampiero e sem recursos militares, se desanimaram e buscaram a paz, à que se chegou em 1569 com o pacto entre Afonso e o genovês Giorgio Doria.

### Um século e meio depaxgenovesa

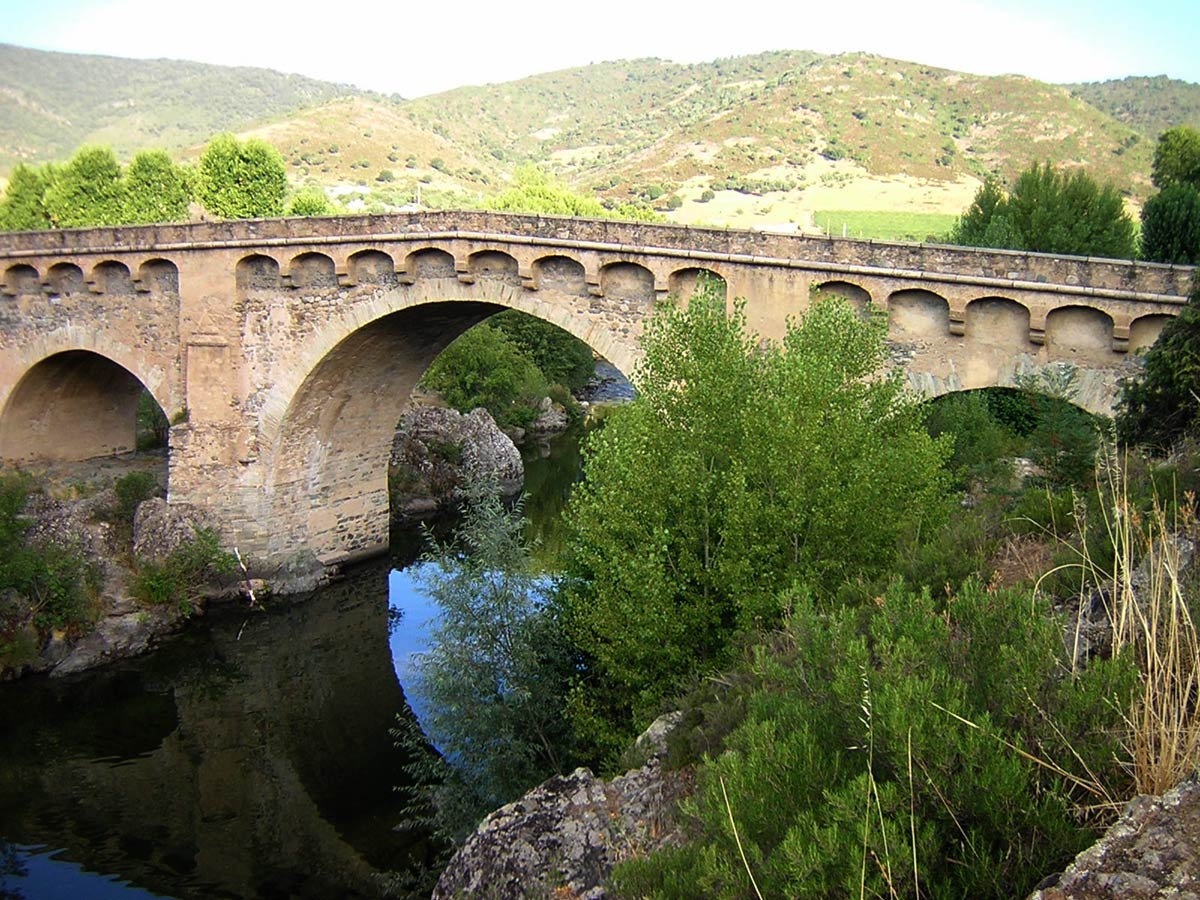
Ponte genovesa com três arcos sobre o rio Tavignano, perto de Altiani, que continua em serviço.

Se chegou também ao final da guerra graças a que, já nos últimos momentos da luta, Gênova parecia ter compreendido que a excessiva dureza mostrada na administração e na exploração da Córsega incitava seus habitantes a se rebelar ante as misérias infligidas, e tinha preparado uma política mais moderada e equilibrada para recuperar o apoio da população.
O dispositivo de paz previa uma anistia e a libertação de reféns e prisioneiros, a concessão aos corsos de liberdade de movimento de e para Itália e liberdade para dispor diretamente seus bens, remissão e prorrogação fiscal de cinco anos. Ofereceu-se a Alfonso a restituição dos feudos de Ornano que, confiscados, estavam na origem da tragédia familiar, sempre que ele, junto a seus mais próximos colaboradores, se exilasse, como fez trasladando-se a França.
Com intenção de pacificar a ilha de modo duradouro e reconhecer, além dos direitos mais básicos, elementos de autogoverno local significativos, em 1571 Gênova (que se tinha voltado a ocupar diretamente da Córsega desde o final da administração do Banco de San Giorgio em 1562) instituiu os Estatutos Civis e Militares que, desde esse momento em adiante, regulariam, ao menos sobre o papel, o direito e a administração na ilha.
Sucessivamente emendados e ampliados, os Estatutos resultaram ser um bom instrumento institucional e, nas parte trasladadas à Constituição paolina de 1755, seguirão parcialmente em vigor até a conquista francesa (1769).
Desde o ponto de vista administrativo Córsega passou a depender a partir desse momento, de uma espécie de ministério especial com sede em Gênova, o Magistrado da Córsega, que rendia contas de suas atuações ante os máximos órgãos da República, o Maggior Consiglio e o Minor Consiglio. Na ilha residia um governador genovês, ajudado por um Vicario e pelo Conselho dos Doze Nobres, inspirado na instituição similar da Terra de Comunas.
O território subdividiu-se em províncias, cada uma das quais chefiada por um comissário (com sede em Bonifacio, Ajaccio e Calvi), ou um lugartenente (com sede em Corte ou Aleria, Rogliano, Algaiola, Sartena e Vico). As fortalezas nuns casos consertaram-se e em outros se consolidaram e ampliaram, além de dispor nelas guarnições mais sólidas que no passado. Se reorganizaram as Cortes de Justiça e foram dotadas de um complexo aparelho burocrático. A vida pública se reorganização sobre uma cuidada redefinição das comunidades rurais que passaram a ser o núcleo básico do território desde o ponto de vista institucional, fiscal e religioso, integrando a antiga rede das Pievi. Os povos, reunidos em parlamentos, elegiam periodicamente seus Podestás ou Pais do município, responsáveis das funções administrativas e de polícia local, mediante o cargo, também electivo, de capitão da milícia.
As comunidades governavam-se pois de modo bastante autônomo, sem intervenção da República, salvo casos excepcionais. Nos povos do interior da ilha esta liberdade de desenvolvimento foi tal que se criou uma classe de notáveis aos que se chamou Principais. Os atos, tanto privados como públicos (eleições locais e Grida do governador), se transcreviam nos registros notariais, que eram remetidos de forma regular ao Cancelliere da sede provincial competente e durante um verdadeiro período as autoridades locais puderam enviar representantes próprios ao Governador ou, inclusive, às autoridades centrais em Gênova, para expressar exigências particulares, denúncias por abusos graves ou petições de ajuda em caso de calamidades como a seca.
Subdividiu-se o território, desde o ponto de vista fiscal e produtivo, em círculos destinados a frutais e vinhas, tomadas, destinadas a semeia-as, e terras comuns, patrimônio coletivo das comunidades, destinadas a pastos, a cultivos de temporada e hortos, à coleta de frutos do bosque e da madeira. Guardas florestais e juízes especializados preocupavam-se de velar por que se respeitassem os Estatutos no tratamento das terras.
Definiram-se as leis civis e criminosas, bem como os impostos, que foram bem mais eficientes, apesar de seguir se baseando na talha (imposição direta) e na gabela como o escudo por bota para o vinho, as mermas para outros produtos, o boatico (venda forçada a preço reduzido de cevada e grão às guarnições estabelecidas na ilha) e diversos monopólios (o mais importante o da saia) no que diz respeito à imposição indireta.
As cidades costeiras, algumas das quais estavam povoadas em sua grande maioria por gente originaria de Liguria (em especial Calvi, Bastia e Bonifacio), tinham diversos privilégios com respeito às localidades do interior (isenções fiscais, imunidades especiais), pelo que constituíam um mundo à parte. Sede dos governos provinciais, estas pequenas capitais desenvolveram um patriciado similar ao que se estava desenvolvendo nesse momento em Itália, se enriquecendo tanto com o comércio marítimo e com os benefícios derivados do exercício de funções administrativas unidas ao governo, como mediante os labores de exploração agrícola desenvolvidas nas zonas do interior mais próximas. A classe do patriciado, chamados os Nobres (ainda que em realidade tratava-se de uma burguesia urbana) controlava o mercado dos cerealé, o da pesca, o dos empréstimos e o dos artesãos e manufaturas locais. Serão precisamente os membros desta classe os que, sempre desejosos de ter maior prestígio e riquezas, encabeçarão no século XVIII a rebelião popular e constituirão a fonte da Córsega independente de Pasquale Paoli, e a seguir o primeiro elemento de legitimação local dos governos franceses.
A República, tanto durante o século XVII como no XVIII, recuperou as melhores ideias do Banco de San Giorgio para melhorar o cultivo de cereais nas regiões litorais, o cultivo do oliveira (especialmente em Balagna) e o aproveitamento florestal (em especial os castanheiros de Castagniccia). A rede de estradas da ilha ampliou-se e melhorou (alguns das pontes genoveses ainda seguem em uso), ao mesmo tempo que especialmente no Cismonte e em todas as cidades da costa teve lugar uma intensa atividade de urbanização e reestruturação de edifícios que caracterizou muitos centros históricos cujo aspecto hoje segue marcado pela forte influência do estilo lígure e barroco deste período.
Na costa reforçou-se o dispositivo das torres de vigilância e defesa, devido ao recrudescimento das incursões berberiscas, que foram especialmente freqüentes e destrutivas nas duas décadas que seguiram à derrota dos turcos em Lepanto em 1571. Isto é normal, já que a pirataria vinha a encher o vazio deixado pela impossibilidade de aceder de outro modo às riquezas das que antes dispunham através do comércio e que agora não era acessível devido à derrota de sua frota.
As consequências destas duas décadas de ataques, muito bem documentados e distribuídos ao longo de toda a costa da ilha, foram desastrosas e ocasionaram o despovoamento de muitas zonas nas planícies, num êxodo que não se conhecia desde séculos antes. Como exemplo pode-se citar o caso de Sartena. Em 1540 esta região tinha onze centros maiores que no final de século ficaram abandonados em sua totalidade, se exceptuamos a própria Sartena, que teve que se fortificar e constituiu assim refúgio para toda a população circundante até o século XVIII em que, uma vez passado o perigo, puderam ressurgir os centros menores.
Nesse mesmo período a ilha padeceu duas epidemias de peste que constituíram mais adiante um grave obstáculo para poder levar a cabo os planos de desenvolvimento preparados pela República, que apesar de estar bem concebidos sobre o papel não tiveram o sucesso esperado. As dificuldades econômicas mantiveram a emigração dos corsos, que buscaram fortuna no continente, muitos servindo como militares ao serviço das potências estrangeiras, desafiando a proibição que nessa linha emitia Gênova, preocupada por esta sangria que dificultava seus planos de desenvolvimento e despovoava os campos.
Ademais, dita preocupação estava justificada pela diminuição dos rendimentos fiscais devido à falta de desenvolvimento. Esta míngua nos rendimentos era muito preocupante devido aos problemas financeiros da República, que se tinha arriscado a financiar à coroa da Espanha que, durante o século XVII, deixou de pagar os importante empréstimos concedidos pelos genoveses nos prazos estipulados, chegando inclusive a se declarar insolventes. Estas dificuldades minguaram a capacidade econômica de uma República genovesa, já diminuída pela progressiva perda de todas suas colônias orientais a mãos dos turcos e da diminuição do volume de seu comércio com o Levante, devido à concorrência dos franceses, que se uniu a partir do século XVI, à já tradicional concorrência exercida pela República de Veneza.
Além de restabelecer a proibição formal de emigrar, imposta de novo aos corsos apesar do que se estabelecia nos Estatutos, Gênova tratou de todos os modos possíveis de impulsionar a revalorização das terras da ilha, instituindo também com esse objetivo a figura do Magistrado do cultivo e elaborando planos de desenvolvimento que no entanto resultaram ineficazes em sua maior parte, mas de cuja qualidade geral dá depoimento o fato de que bem mais tarde serão copiados pelos franceses em planos similares (por outra parte, também ineficazes durante muito tempo).
Um dos pontos débeis desses planos se devia ao fato de que se baseavam, mais que sobre uma atuação do Estado (que tinha dificuldades por seus problemas econômicos), sobre a iniciativa privada mediante um complexo sistema de feudos e enfiteuse que longe de iniciar uma dinâmica positiva acabou erodindo as terras comuns impedindo a disponibilidade plena às comunidades locais e favorecendo o lucro de alguns Principais e Nobres sem que a coletividade tivesse vantagem alguma.
Este fenômeno de expropriação e empobrecimento das comunidades corsas em benefício dos terratenentes ricos se acelerará quando este esquema seja proposto de novo pelos franceses, e acabará ocasionando danos sociais enormes e que desencadearão das rebeliões que, durante meio século, se deram na Córsega depois da ocupação francesa, e que ocasionarão o fenômeno que passará à história como Banditismo.
Neste quadro se implanta a chegada de algumas centenas de gregos originários da Lacônia (região meridional do Peloponeso) fugindo do domínio otomano. Depois de dar, com problemas, o consentimento do primado pontifício estes prófugos instalaram-se em 1676 nas terras costeiras a uns 50 km ao norte de Ajaccio. Na região, telefonema Paomia, os gregos fundaram uma colônia em Cargese que, depois da ocupação francesa, manteve quase até nossos dias seu idioma e algumas tradições originarias, incluindo o rito religioso oriental.
O sucesso frustrado dos planos genoveses de desenvolvimento, que acabou por propor a questão agrícola cujas consequências se fazem sentir até nossos dias, no contexto de uma economia ainda marcada por uma exploração substancialmente colonial e de restrição progressiva na prática das escassas liberdades de que gozavam os corsos, considerados de fato súbditos e não cidadãos da República, acabou ocasionando uma crise que se parecia levar a Córsega à ruptura definitiva com Gênova, primeiro de modo gradual e imperceptível, e finalmente com a explosão da revolta a partir de 1729.

### O fim da Guarda Corsa papal em Roma

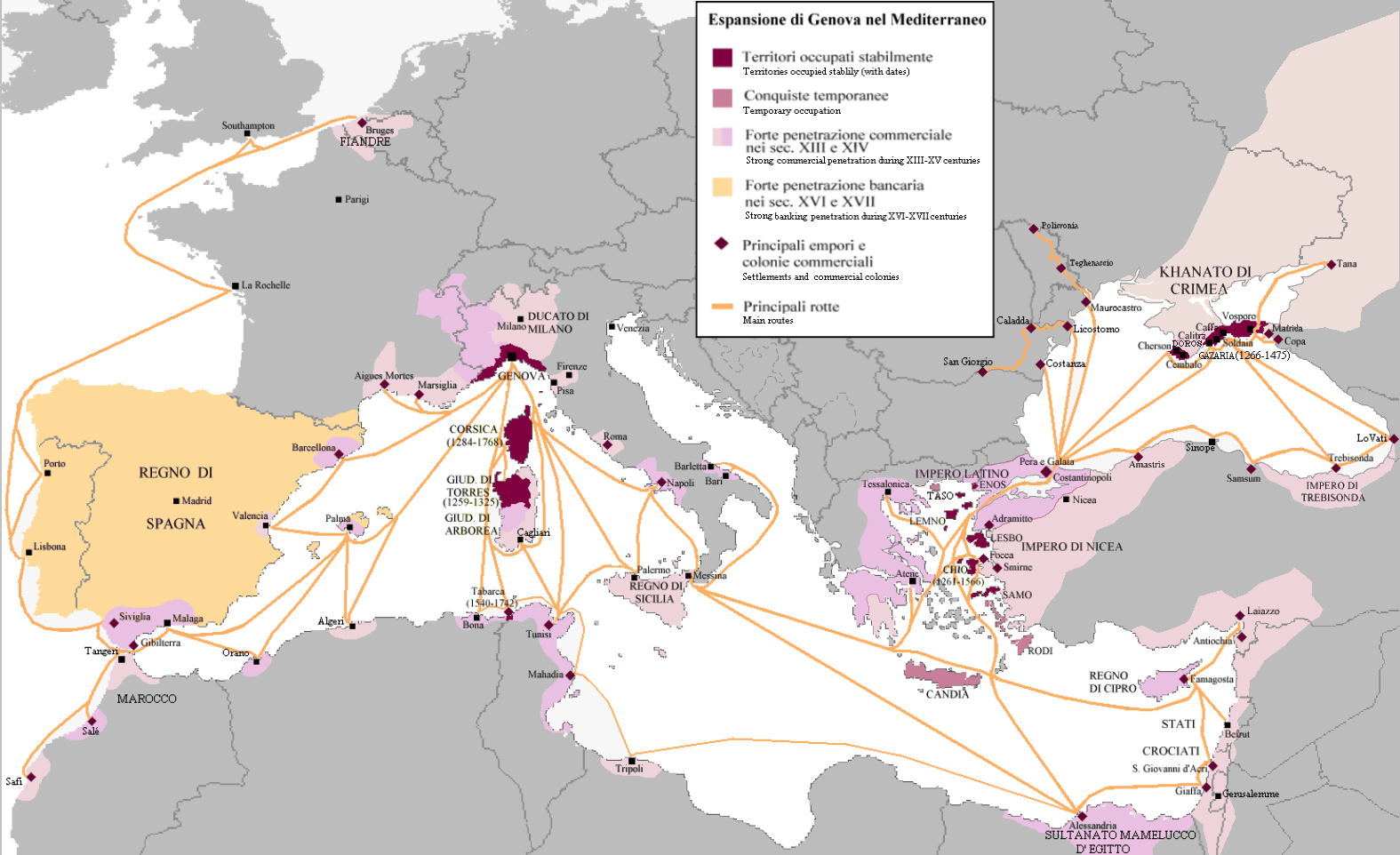
Córsega e República de Gênova 1284-1768

A longa história dos conflitos e violências que caracterizou a Córsega a partir ao menos da queda do Império Romano, tinha acostumado a seus habitantes a considerar a guerra algo habitual e tinha fato do oficio das armas um das principais atividades exercidas pelos corsos expatriados para os estados italianos (e em muita menor medida para França) desde a Idade Média até a Idade Moderna. Percorrendo atenciosamente a lista de nomes dos capitães mercenários italianos, pode-se observar que muitos deles eram originários da Córsega e que, em alguns casos, contavam com batalhões inteiros de corsos.
Entre os destacamentos militares integrados em sua totalidade por corsos que operaram fora da ilha destaca a Guarda Corsa papal, que exerceu suas funções durante vários séculos. Apesar da pouca fiabilidade dos documentos, normalmente data-se em 1378, coincidindo com o final do cativeiro de Avinhão, a fundação em Roma de um corpo militar composto exclusivamente por corsos com funções de Guarda Pontifícia e de milícia urbana.

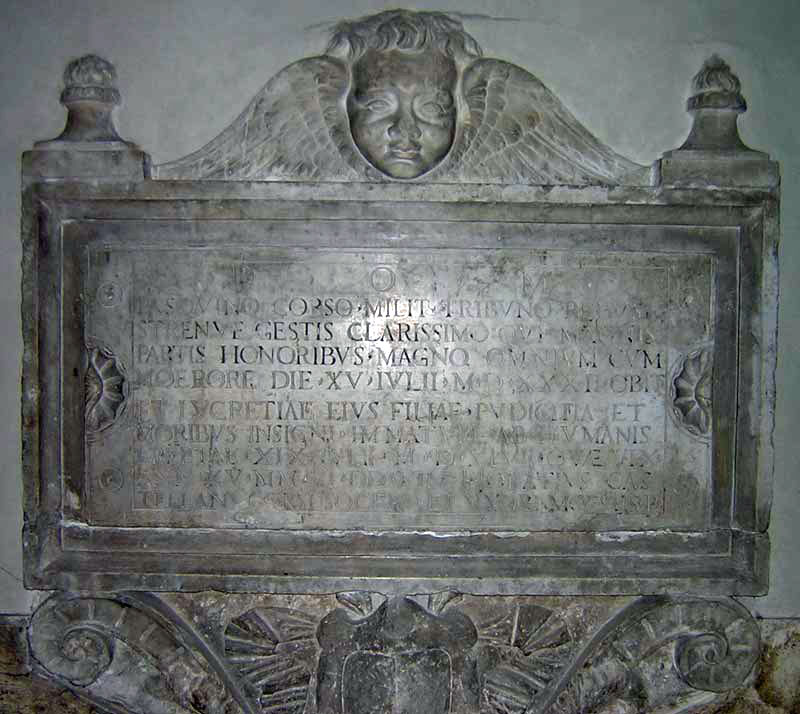
Monumento funerário em honra a Pasquino Corso, coronel da Guarda Corsa papal, Roma.

Não parece que tenha documentos que certifiquem a criação deste corpo militar antes, apesar da presença de uma significativa colônia corsa em Porto (Fiumicino) e depois no Trastevere (a igreja de San Crisogono foi basílica sepulcral dos corsos) certificada ao menos desde o século IX e de fato não se pode excluir uma presença organizada de milícias corsas no seio os exércitos papais inclusive muito antes do século XIV, considerando o importante vínculo entre Córsega e Roma, cidade da que dependeu a ilha formalmente a partir do século VIII e até sua definitiva entrada na órbita genovesa.
A Guarda Corsa que estará ao serviço do Papa durante quase três séculos e precederá em quase 130 anos à instituição em 1506 da Guarda Suíça. Seu final chega depois de um incidente ocorrido em Roma em 20 de agosto de 1662 e é um dos indícios de que os franceses têm a cada vez mais influência na Itália.
Em meados do século XVII a presença em Roma de numerosas delegações diplomáticas dos Estados tinha acabado por criar uma situação paradoxal, com respeito às potências maiores, que abusando do conceito de extraterritorialidade, tinham dotado suas embaixadas de autênticas guarnições militares (que se moviam armadas por toda a cidade) e levado à transformação de zonas inteiras do centro da cidade em zonas francas, nas que os delinqüentes e assassinos de todo tipo encontravam refúgio e impunidade.
O Papa Alexandre VII tratou de remediar estes excessos. O rei da Espanha e os representantes do Império aceitaram reduzir suas milícias, mas o rei da França Luís XIV, em mudança, mandou a Roma o seu primo Carlos III, duque de Créqui, como embaixador extraordinário com uma escolta militar reforçada, que pouco tempo depois teve um grave confronto perto da Ponte Sixto com alguns membros da Guarda Corsa, que patrulhavam as ruas de Roma, especialmente grave porque, inclusive, os militares sem serviço no quartel tentaram assaltar o vizinho Palácio Farnese, sede da embaixada da França, exigindo a detenção dos militares franceses responsáveis do incidente. Produziram-se disparos, no momento em que regressava ao Palácio Farnesio, a esposa do embaixador com numerosa escolta militar. Um pajem da senhora de Créqui foi ferido de morte e Luís XIV aproveitou-se para explorar ao máximo o conflito com a Santa Sé que se tinha iniciado com o governo do Cardeal Mazarino.
O Rei Sol retirou de Roma o seu embaixador, expulsou da França o embaixador do Papa, anexou os territórios pontifícios de Avinhão e ameaçou seriamente com a invasão de Roma se o Papa não lhe apresentasse desculpas e não se submetesse a suas petições, que compreendiam a imediata dissolução da Guarda Corsa, a emissão de um anátema contra seu país, o encarceramento como represália de verdadeiro número de militares e a condenação como galeotes para outros muitos, o cesse do Governador de Roma e a construção cerca do quartel da Guarda de uma coluna de infâmia e maldição para os corsos que se tinham atrevido a desafiar a autoridade francesa.
Num primeiro momento, o Papa opôs-se e tratou de ganhar tempo, mas a real possibilidade de uma intervenção do exército francês em Roma fez que cedesse. Dissolveu-se a Guarda Corsa para sempre e se encarcerou a alguns de seus membros, foi erguido o monumento infamante, e se desterrou de Roma ao governador. Em fevereiro de 1664 os franceses restituíram os territórios de Avinhão e em julho, em Fontainebleau, o sobrinho do papa, Flavio Chigi, foi obrigado a humilhar-se e a apresentar desculpas de Roma ao rei da França, que quatro anos depois deu permissão para destruir a coluna infamante.
Ao longo das negociações Luis XIV tinha visto o modo de ampliar sua influência em Itália, convertendo-se em protetor de alguns príncipes italianos ao obrigar ao Papa, sempre no contexto dos desagravos pelo assunto da Guarda, a devolver Castro e Ronciglione ao Duque de Parma e a indenizar ao Duque de Modena por seus direitos sobre Comacchio.

## A revolta contra Gênova
Apesar de não se ver ameaçada por novas invasões (exceptuando as habituais incursões piratas) nem por novas mudanças de regime nem de potência ocupante, Córsega, durante o último século de dominação genovesa deriva para uma crise que marcará que a fará balançar, com muitas dificuldades, do âmbito de influência italiano ao meio francês. Já a penetração genovesa na Córsega e seu domínio tinha contribuído para afastar a Córsega da área sociocultural e lingüística toscana e centro-italiana na que se tinha movido desde o século IX: os Grida (bandos) do governo genovês, escritos em italiano, eram melhor compreendidos pelos pastores analfabetos corsos que pelos guardas de língua lígure que acompanhavam ao pregoeiro que os anunciava nos povos da ilha.
A crise sofrida pela Córsega nos século XVII e XVIII é consequência da crise e declive da República de Gênova, no quadro mais amplo do declive geral que afeta a todos os estados da Península italiana depois do Renascimento, em contraposição à crescente riqueza e potência de outros estados europeus.
Gênova entra numa situação clara de crise muito antes que Veneza e verá-se ameaçada de perto e depois ocupada e dissolvida como Estado independente pela França pouco depois de perder a Córsega e, gastando grande parte de suas escassas forças e recursos na inútil tentativa de conservar o controle.
Há de se levar em conta que a Ligúria tem atualmente uma superfície (5410 km²) netamente inferior à da Córsega e que, inclusive se nos tempos da República, o território metropolitano era maior (pouco mais de 6000 km²), Córsega representava cerca de 60% do território controlado pela Sereníssima. Também o dado demográfico é significativo: Ligúria, que atualmente tem 1 760 000 habitantes, tinha só 370.000 no século XVII (que passarão a 523 000 à queda da República em 1797) enquanto Córsega tinha cerca de 120 000 no século XVII e não chegava a 165 000 no final do XVIII.
É pois evidente que a luta que se desenvolveu durante quarenta anos (de 1729 a 1768) entre Gênova e sua colônia era uma luta pela sobrevivência (e de fato Gênova perderá sua independência menos de trinta anos após ter perdido a ilha), e era muito importante para a República, que controlava no continente um território de menor tamanho ao que se disputava e sem contar na metrópole com uma base demográfica significativa com respeito à corsa.
Neste sentido justifica-se a dureza da guerra, sua prolongação durante décadas influiu dramaticamente no estancamento da população corsa, especialmente após os estragos e destruições que seguiram afetando a Córsega em sua luta contra França (com episódios significativos ao menos até a segunda década do século XIX) após que Gênova abandonasse a luta e esperasse seu final como Estado independente.
Na origem da rebelião corsa contra Gênova, junto ao ódio para o governo genovês que não concedia aos corsos a cidadania, está a pobreza da ilha. Córsega acabou vivendo de uma economia de subsistência, enquanto na Europa florescia o comércio.
Entretanto, na ilha, as medidas adotadas pelo governo da República com o fim de estimular a agricultura, demasiado viradas para iniciativa privada, terminam fazendo surgir uma burguesia parasitaria, que vive (salvo exceções, como em Capo Corso, onde predomina a empresa comercial unida ao transporte naval) sobretudo de rendas imobiliárias, quando não da pequena usura, muito daninha, como quando acaba dificultando a transumância pecuária e a ameaçar a própria subsistência das comunidades camponesas tirando progressivamente espaço às terras comuns.
Esta situação acrescenta o descontentamento, pelo que recresce o fenômeno da vendetta e conseqüentemente, o muito difundido bandoleirismo (ao que recorrem tanto os corsos descontentamentos com a justiça, como os pastores expulsados das terras comuns), criando uma situação de alarme e mal-estar social difuso que prefigura um clima de guerra civil.
A indiferença de Gênova ante esta evolução e o que sua presença só se notasse à hora de exigir gabelas e de perseguir os delitos (também não todos e não sempre eficazmente), acabou fazendo crescer a já tradicional tendência islenha à introversão e aumentando o ódio contra a República.
Quando esta intervém para (de modo tardio e incongruente) terminar com a estendida violência, com a proibição geral para os corsos de portarem armas (difícil para um povo acostumado a levá-las), o que pretendia pacificar será o que acenda o estopim da revolta, obrigado também à disparidade de trato que acontece pela concessão arbitrária de salvo-condutos e indultos (no direito a levar armas e a seu uso), junto à prática de enrolar em suas milícias os bandidos que não conseguia capturar.
Será precisamente a classe minoritária de notáveis rurais e urbanos da ilha, a cujo desenvolvimento tinha dado um impulso decisivo o grupo de medidas econômicas privatizadoras do governo genovês, a que fará ver a situação modesta e às vezes mísera do resto da população e desencadeará em 1729 da revolta independentista corsa.

### Da revolta de 1729 ao rei Teodoro
Para compensar o descenso de rendimentos devidos à proibição de levar armas (costume difundido pelo que se pagava uma taxa), em 1715 Gênova introduziu na Córsega a taxa geral dos due seini. Essa taxa fora temporária, mas tinha-se prorrogado várias vezes sem que a proibição de passear armados nem a introdução dos Pacieri (magistrados para mediar pacificamente nas vendettas) tivesse efeitos significativos.
Em 1729 falou-se de voltar a prorrogar os due seini por outros cinco anos, justo no momento no que as más colheitas dos últimos anos e o endividamento dos camponeses atingiam níveis catastróficos. Por isso a visita dos arrecadadores dos due seini levada pelo lugarteniente de Corte em Pieve dei Bozio, fez saltar a faísca da insurreição no coração da Terra de Comunas que, social e civilmente mais avançada que outras regiões desde a Idade Média, estava menos preparada para suportar a crise econômica e a restrição de direitos. Um destacamento de soldados Genoveses foi rodeado, desarmado, roubado e, praticamente nu, reenviado a Bastia, ao mesmo tempo que em toda a região soavam os sinos e nas montanhas o tradicional corno marinho dos pastores chamando à rebelião.
Assim surgiu uma revolta camponesa que, a princípios de 1730, descendo de Castagniccia e de Casinca, saqueou a planície de Bastia, afetando também à capital. Gênova enviou à ilha como novo governador a Gerolamo Veneroso (que tinha sido Dogo entre 1726 e 1728) e este atingiu uma efêmera trégua, convidando às comunidades corsas a apresentar suas reivindicações. Em dezembro de 1730 os reunidos na Consulta (assembleia) de San Pancrazio tomam medidas relativas ao financiamento da insurreição e da constituição de milícias, dando coesão a um grupo dirigente em torno de alguns notáveis: Andrea Colonna Ceccaldi, Luigi Giafferi e o abate Raffaelli. À revolta adere-se o baixo clero no que cedo se converterá em causa nacional.
Em fevereiro do ano seguinte, 1731 uma Consulta geral em Corte estabelece formalmente as reivindicações que há que dirigir ao governo genovês, marcando uma fase na que os notáveis que encabeçam a revolta se preocupam da moderar (reprimindo a díscolos e meliantes) e de buscar saídas negociadas à revolta. Em abril os teólogos da ilha reúnem-se em Orezza, adotando uma atitude prudente, convidando à República a cumprir com seus deveres para evitar umas desordens contempladas com indulgência. O cônego Orticoni viaja como emissário de uma a outra corte em Europa, defendendo as razões de seu povo, especialmente ante a Santa Sede. A revolta corsa torna-se cedo em assunto de interesse europeu e chama a atenção do embaixador francês em Gênova, que informa a seu governo.
A anarquia e as desordens voltam a ensanguentar a ilha: a colônia grega de Paomia é agredida e ameaçada com o extermínio, o que marca a extensão da rebelião, primeiro reduzida ao Cismonte, também ao Pumonte, enquanto se inicia o contrabando de armas especialmente desde Livorno, com ajuda dos corsos emigrados a Itália.
Alguns dos implicados, confiando como era costumes nos apoios externos, invocaram a ajuda de Felipe V da Espanha (quem prudentemente evitará entrar num conflito no que seu sobrinho, o rei da França Luís XV tinha interesses) e com este objetivo modificam a bandeira aragonesa com a Testa Mora: a venda que, no original, cobria os olhos da figura, se transforma numa fita na frente para justificar a divisa, "Agora Córsega abriu os olhos".
Em agosto de 1731 Gênova, uma vez rompidas as hostilidades e incapaz de enfrentar sozinha a rebelião, obtém do Imperador Carlos VI (preocupado por uma possível intervenção de Felipe V, que lhe tinha privado do trono da Espanha, do que se dizia herdeiro, por médio da Guerra de Sucessão da Espanha) o envio de uma expedição militar que desembarca na Córsega às ordens do barón alemão Wachtendonk para apoiar às forças do comissário extraordinário genovês, Camillo Doria. Depois de ser derrotados em Calenzana (em fevereiro de 1732), as tropas imperiais, melhor dotadas em artilharia e com 8.000 homens, impõem-se. Os cabeças da rebelião são desterrados e a arbitragem imperial garante, em janeiro de 1733, as graciosas concessões que o Minor Consiglio genovês aprova com o objetivo de desarmar as aspirações secesionistas e devolver a tranqüilidade à ilha.
Em realidade durante pouco tempo, já que no seguinte outono (1733) começa um novo foco rebelde em Castagniccia, desta vez dirigido diretamente por um notável originário da máxima instância local que Gênova tinha pretendido que colaborasse com o governador, os Nobili Dodici. Entre estes tinha sido elegido Giacinto Paoli, que se situa à frente da nova rebelião. A ilha volta a escapar-se do controle genovês (excetuando as cidades da costa) e os rebeldes organizam-se com a ajuda a cada vez maior de seus compatriotas em Itália. Chega-se assim a 1735, quando uma nova Consulta geral celebrada em Corte elabora, sob a direção do advogado Sebastiano Costa (um corso que regressa de Itália para apoiar a insurreição) uma declaração constitucional que de fato constitui a Córsega como estado soberano. O texto antecipa a Constituição paolina de 1755 e chama a atenção de Montesquieu, que vê como a partir desse momento encabeçam a revolução corsa homens inspirados pelos mais avançados conceitos jurídicos e ilustrados difundidos na Itália.
No mesmo contexto, Córsega põe-se sob a proteção da Virgem Maria e adota-se como hino nacional o canto sacro "Deu vi salvi Regina" composto no final do século anterior pelo jesuíta Francesco de Geronimo, originário da província de Taranto.
O Estado da Córsega concebido em Corte carece voluntariamente de soberano, com o objetivo mais ou menos manifesto (além de liberar-se da República lígure) de convidar a algum monarca reinante europeu a reclamar a Córsega. No entanto, apesar de que muitos deles quereriam se apoderar da ilha, o complexo equilíbrio atingido depois da Paz de Westfalia convida a todos à prudência e joga a favor de Gênova e da incrível aventura de um verdadeiro barão Teodoro de Neuhoff (1694-1756), um estranho aventureiro da pequena nobreza alemã originário de Colônia e que tinha passado pela França e Espanha antes de conseguir convencer à comunidade corsa de Livorno para que o apoiasse como candidato ao trono da Córsega.
Desse modo, depois de desembarcar em março de 1736 em Aleria com armas, cereais e ajudas em dinheiro, consegue com notória habilidade e eloquência ser acolhido por Giacinto Paoli, Sebastiano Costa e Luigi Giafferi, que dirigem a rebelião, como uma espécie de Deus ex machina e se faz proclamar rei da Córsega. De natureza perspicaz, Teodoro demonstra compreender bem quais são as aspirações mais profundas dos notáveis da ilha e se dá pressa em instaurar uma ordem da nobreza da Córsega, distribuindo com liberalidade títulos pomposos aos cabeças da insurreição.
Apesar disto, cedo se desencadeiam disputas entre os novos nobres para tratar de monopolizar os títulos que pareciam mais sugestivos, demonstrando até que ponto as aspirações dos notáveis iam unidas a seu próprio progresso social que lhes negava constitucionalmente Gênova. Ao mal-estar relacionado com as disputas sobre os títulos nobiliários, uniram-se cedo outros mais sérios relacionados com as vãs promessas de ajuda que Teodoro tinha usado para convencê-los de convertê-lo em rei. Demonstrando uma vez mais oportunismo e perspicácia, depois de sozinho oito meses de reinado, o efêmero soberano, menosprezado pelos genoveses, deixou Córsega em novembro de 1736 com a desculpa de reclamar as ajudas prometidas.
Também em 1736 aparece, publicado pelo abate corso Natali, o Desengano em torno da Revolução da Córsega, primeiro exemplo significativo do a florescente literatura apologética (escrita em italiano) que popularizará a luta pela independência dos corsos nos ambientes ilustrados de toda Europa.
Teodoro voltará a aparecer na Córsega só dois anos mais tarde, para uma breve tentativa frustrada de restauração e outra vez em 1743, com apoio britânico, mas igual resultado. A vida do rei da Córsega terminará na pobreza em Londres em 1756 e sua tragicômica história será objeto de curiosidade em toda Europa, até o ponto de ser protagonista da ópera "Il re Teodoro in Venezia) de Giovanni Paisiello, que tinha tomado a personagem do que esboçou Voltaire em seu Cándido.

### O primeiro envolvimento francês
Uma vez fugido Teodoro, a luta estanca-se. Por uma parte, os corsos rebeldes apoderaram-se da ilha, mas não são capazes de conquistar as fortalezas costeiras, por outra os genoveses estão confinados nos centros litorais, e carecem de recursos humanos e financeiros para poder lançar uma contraofensiva que lhes permita retomar o controle total da ilha. Nestas circunstâncias Gênova, carente de alternativas aceita a ajuda que França lhe oferece. França deseja ficar com a Córsega (antecipando-se a possíveis movimentos de ingleses ou espanhóis) mas sem iniciar abertamente um conflito europeu.
A estratégia da França de Luis XV sob o governo primeiro do cardeal de Fleury e depois de Germain Louis Chauvelin e do duque de Choiseul, consistirá em instalar suas tropas na Córsega para apoiar ao governo genovês, mas exigindo-lhe a este um pagamento por seus serviços, pagamento que a República de Gênova não estava em condições de satisfazer. Assim, em fevereiro de 1738 desembarcam na Córsega as primeiras tropas francesas ao comando do general de Boissieux, que se propõe como mediador, apesar de que não consegue contentar a ninguém. Em dezembro uma coluna francesa é derrotada pelos rebeldes em Borgo e Boissieux é relevado de suas funções, que passam a Maillebois. Este decide atacar aos rebeldes. Em julho de 1739 Giacinto Paoli (e seu filho Pasquale) e Luigi Giafferi vêem-se obrigados a fugir a Itália. Em 1741, considerando pacificada a ilha, Maillebois deixa Bastia sem que a República de Gênova seja capaz de manter o controle da ilha, que cedo se voltará a levantar em armas. O novo compromisso proposto por Gênova em 1743 também não serve, nem a missão pacificadora empreendida pelo franciscano Leonardo da Porto Maurizio em 1744.
Em agosto de 1745 uma nova Consulta revolucionária convocada em Orezza institui um novo triunvirato à cabeça da rebelião. Está formado por Gian Pietro Gaffori, Alerio Matra e Ignazio Venturini, enquanto o corso exilado Domenico Rivarola (antigo podestá de Bastia em 1724 e depois coronel do exército sabaudo) consegue convencer a Carlos Manuel III da Sardenha para que tente, com apoio dos britânicos (que também mostravam interesse pela ilha) e dos Áustriacos, uma expedição contra Bastia. Entre 1745 e 1748, com a ajuda inglesa e sabauda, Domenico Rivarola consegue pôr-se à cabeça dos insurgentes e castigar duramente aos Genoveses em Bastia, mas as divisões entre os notáveis corsos minam os sucessos desta iniciativa e em 1748 Rivarola morre em Turim, onde se tinha dirigido em busca de novas ajudas.
Outra vez em situação comprometida, os Genoveses voltaram a recorrer a França, que enviou a Bastia tropas ao comando do Marechal de Cursay. Este, além de desenvolver um papel mediador, pôs em marcha na capital da ilha uma Academia e outras iniciativas culturais que tinham como objetivo fomentar a presença da cultura francesa na ilha. A excessiva fita-cola mostrada por Cursay nesta ação propagandística em favor da França ante os corsos, suscitou as iras dos Genoveses. A República reagiu em 1753, solicitando e conseguindo que o Marechal e suas tropas saíssem da ilha. Enquanto, alguns sicários a salário de Gênova assassinavam ao líder rebelde, Gian Pietro Gaffori.
Estas últimas ações se enquadram no desenvolvimento da Guerra de sucessão austríaca que, entre outras coisas, leva à ocupação de Gênova pelos exércitos austríacos (com o famoso episódio do balilla, em dezembro de 1746), e a novos e durísimos contratiempos para a República, empobrecida, invadida e inimizada com a Casa de Saboia e obrigada a se aliar com França.

## A Córsega independente de Pasquale Paoli (República Corsa)

Pasquale Paoli. Retrato de Richard Cosway

[Nós, corsos] somos italianos por nascimento e sentimentos, mas antes de tudo nos sentimos italianos pela língua, costumes e tradições... E todos os italianos são irmãos e irmãs solidários perante a história e perante Deus... Como corsos, não queremos ser nem servos nem "rebeldes" e, como italianos, temos o direito de ser tratados como iguais aos outros italianos... Ou não seremos nada... Ou venceremos com honra ou morreremos com armas nas mãos.... Nossa guerra de libertação é santa e justa, como santo e justo é o nome de Deus, e aqui, em nossas montanhas, o sol da liberdade nascerá para a Itália. 
- Discurso de Pasquale Paoli (Nápoles, 1750).

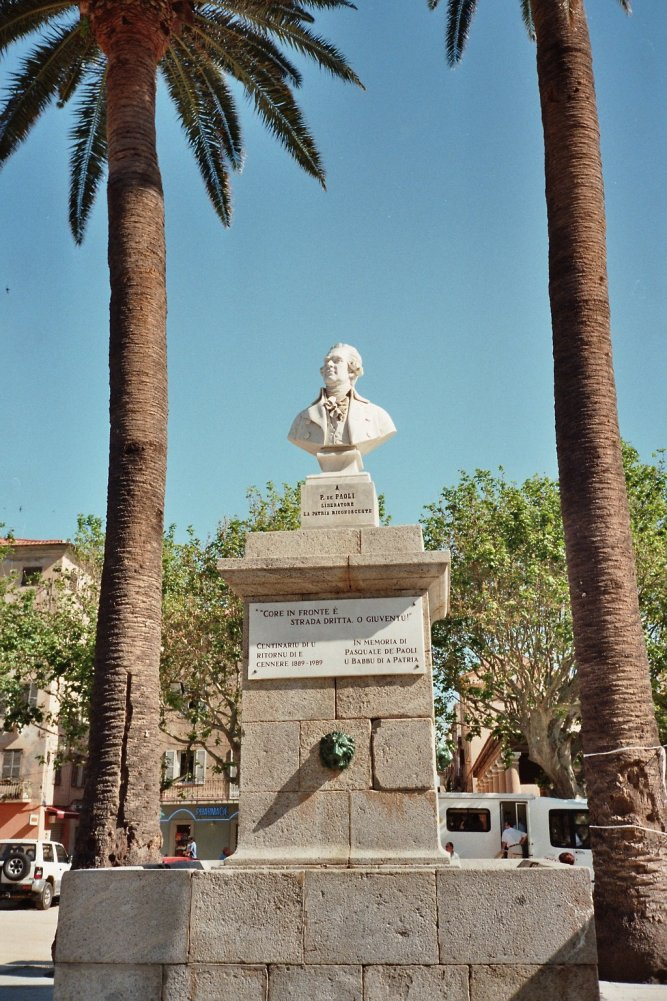
Monumento a Pasquale Paoli em Ile-Rousse (sul da Córsega).

Depois do assassinato de Gaffori os insurrectos demoraram quase dois anos em eleger um novo chefe. A eleição de muitos notáveis da zona Norte do Cismonte, quiçá também para não reavivar rivalidades longamente consolidadas na ilha, recaiu no jovem (30 anos) Pasquale Paoli, filho de Giacinto, que se tinha exilado em Nápoles em 1739. Pasquale, que tinha 14 anos ao deixar a Córsega, nesse tempo se tinha convertido em oficial do rei de Nápoles (e futuro rei da Espanha) Carlos de Bourbon e prestava serviço em Porto Longone na Ilha de Elba.
Formado no ambiente ilustrado do Nápoles de Antonio Genovesi e Gaetano Filangieri, Pasquale Paoli (que levava tempo se preparando para voltar à ilha e desempenhar um papel dirigente) deu um giro decisivo à revolta corsa: Paoli converteu-a na primeira autêntica revolução burguesa de Europa, e sua é a primeira Constituição democrática e moderna, a que regulou a vida da Córsega independente entre 1755 e a conquista francesa de 1769.
Paoli chega a Córsega em 19 de abril de 1755 e reúne-se com seu irmão Clemente em Morosaglia e, entre 13 e 14 de julho de 1755, é proclamado "General" da que já se definia como a Nação corsa. A eleição desenvolve-se cerca do convento franciscano de San Antonio de Casabianca. Emanuele Matra, notável da região de Aleria, reúne em torno dele a um grupo de adversários do partido de Paoli, e não acata a eleição, pelo que cedo se inicia uma autêntica guerra civil.
Matra, apoiado pelos genoveses foi derrotado em novembro pelo recém eleito General da Nação, que segundo o cónsul francês em Bastia estava apoiado pelos britânicos, e foi desterrado. Apesar deste sucesso, Paoli terá ainda que se enfrentar durante anos a membros da família Matra e a seus aliados.
Entre 16 e 18 de novembro de 1755 reúne-se a Consulta geral em Corte (que tinha passado a ser capital do estado corso), Paoli promulgou a Constituição da Córsega, que levava em conta a estrutura institucional anterior, e a aperfeiçoava e melhorava, apesar de que tinham de adequar-se à situação de emergência, de isolamento geográfico, de guerra e de falta de um autêntico reconhecimento internacional do novo estado que instituía e regulava, e contribuiu a que Paoli se tornasse muito popular nos ambientes ilustrados de toda a Europa e entre os colonos ingleses insurrectos que formarão os Estados Unidos e sua Constituição.
A Constituição corsa chamou a atenção de toda a Europa por seu excepcional ônus de inovação, e Paoli solicitou para aperfeiçoá-la a colaboração de Jean-Jacques Rousseau. O filósofo genebrino respondeu afirmativamente a este chamado e redigiu seu "Projeto de Constituição para Córsega" (1764).
A Constituição atribuía ao General um especial papel, parecido em certos aspectos, dado que estava-se numa situação de guerra continuada, à de um ditador na República romana, junto a um Conselho de Estado eletivo que respondia aos princípios de colegialidade e de rotação, seguindo um esquema que se inspirava no modelo municipal da Itália. Tratava-se pois de uma espécie de despotismo ilustrado, no que à máxima autoridade se sobrepunha ao controle congressista e votado numa ação reformadora inspirada no espírito das luzes.
As rebeliões anárquicas internas, nunca acabadas, junto à constante ameaça exterior, levaram ao desenvolvimento de um sistema judicial, severo e inflexível (que se fará famoso como Justiça paolina) e a uma notável pressão fiscal, unida a um contínuo e quase desesperado esforço de desenvolvimento agrícola, econômico (em 1762) Córsega cunhará sua própria moeda) e comercial e se dotou de uma frota própria, com a bandeira da Cabeça Moura, para romper o bloqueio genovês. Também com esse objetivo, em 1758 Pasquale Paoli fundou o porto de Isola Rossa, estrategicamente bem posicionado para cortar o tráfico entre Gênova, Calvi e San Fiorenzo. Também em 1758 o abade corso Salvini publicou em Corte, em italiano, a Justificativa da Revolução da Córsega.
Reduzido o controle Genovês a controlar umas poucas praças fortes costeiras, assediadas com freqüência, Paoli dedicou-se com energia inesgotável a dar forma e concreção ao autoproclamado Estado da Córsega na cada campo, sem esquecer nenhum, desde a justiça à economia. Tolerante no âmbito religioso (Paoli fomentou a imigração de judeus de Toscana), o General conseguiu a confiança do clero local, que por outra parte sempre tinha apoiado em sua maioria aos insurgentes, e boas relações com o Vaticano, também com a esperança de que isso pudesse levar a um reconhecimento oficial da independência corsa.
O novo Estado, ao igual que os surgidos mais tarde das revoluções norte-americana e francesa, se caracterizou por ser um regime controlado pela burguesia isleña que se tinha desenvolvido durante o domínio genovês e mediante os instrumentos democráticos de convocação periódica de assembleias que, inclusive nas povoações menores, elegiam por sufrágio universal seus representantes que, reunidos em consulta, a sua vez procediam à renovação dos cargos administrativos e políticos a vários níveis, até o Conselho de Estado que governava junto ao General da Nação. As eleições eram por sufrágio universal e o voto era um direito para todos os residentes leais ao Estado, sem ter em conta sua nacionalidade de origem, seu sexo (também as mulheres podiam votar) seu estado financeiro ou religião (podiam votar todos os maiores de 25 anos).
A aspiração da classe dos notáveis cumpriu-se e acederam aos altos cargos do governo, na administração ou na justiça, que lhes tinham negado sempre pela República genovesa, sem acolher nunca aos corsos na sua oligarquia, tinha marcado seu próprio domínio da ilha como colônia e provocado a sublevação da Córsega contra sua autoridade.
A administração local da ilha, encabeçada pelo General e o Conselho de Estado, que se estabeleceram no "Palácio Nacional" de Corte, presidia o controle das províncias mediante magistrados que realizavam as funções dos Comissários e Lugartenientes genoveses (que respondiam ante o governador da ilha). Também em Corte Paoli fundou, em 1765, uma Universidade de Língua Italiana (que era a língua oficial do Estado) cujo objetivo era formar aos quadros do governo e a sua classe dirigente, enquanto se preparava a publicação de um autêntico boletim oficial do Estado.
Junto à conservação de parte da Constituição dos Estatutos da República ligur, também a nível local teve uma confirmação substancial de boa parte das instituições existentes, incluindo aos podestás, aos pais do município, os capitães da milícia, os pacificadores e os guardas (florestais). A situação de guerra conduziu a considerar mobilizáveis todos os homens válidos. Estes preparativos militares são vitais quando, desde 1764, os franceses voltam a tomar pela força Bastia, Ajaccio, Calvi e San Fiorenzo.

## A conquista francesa

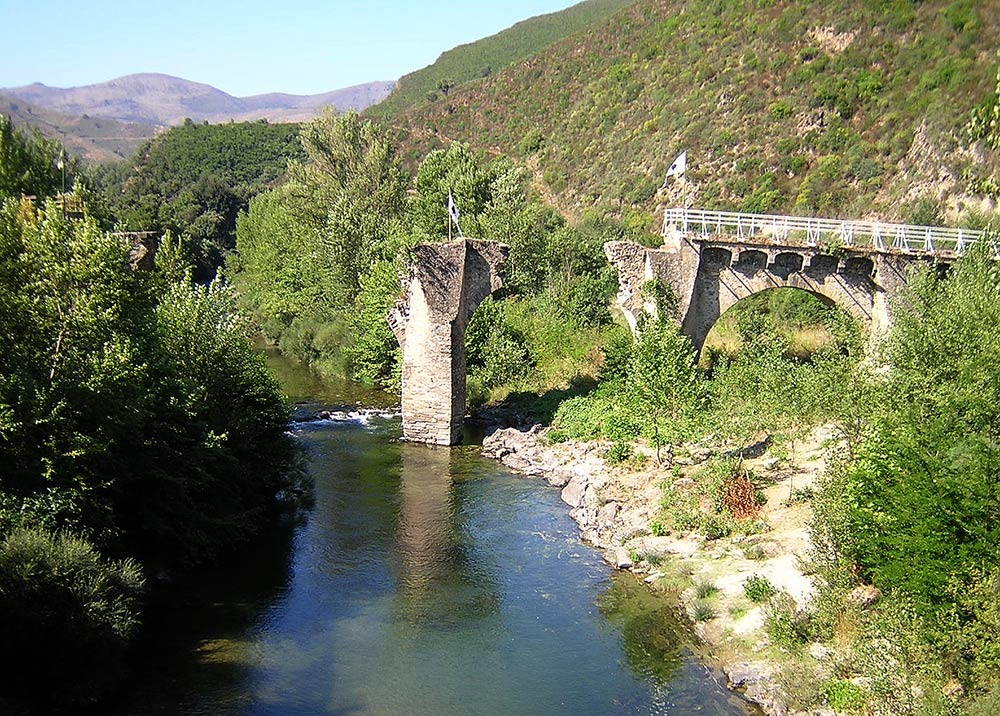
Ruínas da ponte genovesa sobre o rio Golo, conhecido como Ponte Nuovo, palco da batalha vencida pelo exército de Luís XV da França, marcando o final da independência do Estado corso de Pasquale Paoli, em 9 de maio de 1769. Durante a Segunda Guerra Mundial, a ponte seria quase totalmente destruída pelo exército alemão que se retirava para Bastia, em setembro de 1943, a fim de frear o avanço das tropas italianas, auxiliadas pela Resistência local e pelas tropas coloniais francesas.

Com a ascensão do duque de Choiseul a ministro de Luis XV, acentuaram-se as ambições já antigas da França sobre a Córsega.
A França tinha sofrido uma dura derrota na Guerra dos Sete Anos, e havia perdido todas as suas colônias na América, as quais, conforme o Tratado de Paris de 1763, passaram a ser controladas pelos britânicos. Por essa razão era vital defender seus interesses no Mediterrâneo, já que a potência francesa estava ameaçada pela Espanha (que controlava também o Reino das Duas Sicílias), assim como pela crescente presença britânica, cujo interesse em estender seu protetorado à Córsega era conhecido pelos franceses, e pela extensão do domínio austríaco na Península italiana, com a incorporação à sua esfera de influência da Toscana (onde a dinastia dos Médicis se tinha extinguido, sendo substituída pela dinastia Hasburgo-Lorena, enquanto a região de Lorena se incorporava ao reino da França).
Marcada Córsega como bem estratégico de importância para a política mediterrânea francesa, Choiseul aperfeiçoou e desenvolveu o projeto de se apoderar da ilha a expensas dos genoveses, aparentando uma aliança. A primeira fase da operação consistiu em forçar a Gênova a assinar o Tratado de Compiègne em 1764, que estabelecia o envio de tropas francesas a Córsega para apoiar a reconquista da ilha por parte de Gênova, que era quem assumia os gastos de financiamento da operação.
Depois que o exército francês se deslocou para guarnecer as cidades costeiras da ilha, Choiseul, em vez de atacar resolutamente Paoli, conversou com o general dos corsos, fazendo-lhe ameaças e insinuações por meio de seu enviado, Matteo Buttafuoco, um exilado corso que servia como oficial de Luís XV. Paoli manteve-se firme e rejeitou até mesmo a lisonja de que temiam seu possível papel de destaque em uma futura administração francesa da ilha.
Enquanto isso, as tropas do rei da França, longe de iniciar as hostilidades contra os corsos, como prometido, permaneceram seguras nas fortalezas genovesas, aumentando assim desproporcionalmente a conta que Gênova teria de pagar por sua presença, de acordo com o Tratado de Compiègne, a ponto de se tornar forçosamente insolvente por falta dos recursos necessários, como esperado por Choiseul.
O impasse prolongou-se até 15 de maio de 1768, quando Choiseul levou a cabo o seu plano, forçando a Gênova a assinar o Tratado de Versalhes, segundo o qual Gênova vendia à França o território. Assim, a Córsega foi extorquida de Gênova como garantia de dívidas não honradas e, de certa forma, criadas artificialmente. As condições dessa venda, que acentuaram o desprezo dos corsos em relação a Gênova, foram enviadas a Paoli, para que se submetesse formalmente ao rei da França. Paoli respondeu exortando a população a resistir aos franceses, com armas na mão.
Enquanto os genoveses deixavam definitivamente a ilha, o governo francês iniciou rapidamente uma campanha militar. Num primeiro momento as tropas do marquês de Chauvelin sofreram uma dura derrota em Borgo em outubro de 1768. Paoli, tratando de ganhar o respeito da França, em vez de massacrar estas tropas, liberou aos numerosos prisioneiros franceses capturados. França respondeu com o envio à Córsega, a mais tropas com forte apoio de artilharia às ordens do marquês de Vaux. A busca desesperada de ajuda internacional por parte de Paoli não deu resultado e a campanha militar francesa se acelerou a princípios de maio de 1769, apontando diretamente para o quartel geral corso em Murato. Para tratar de frear este ataque, Paoli utilizou todas as forças das que dispunha, incluindo um contingente de infantaria mercenária alemã.
A batalha decisiva desenvolveu-se o 9 de maio de 1769 em Ponte Nuovo sul Golo, onde as milícias corsas foram derrotadas pelas forças francesas, com superior capacidade artilheira e apoiadas por destacamentos de corsos a salário dos notáveis rivais de Paoli, que se tinham passado de bando junto aos futuros donos da ilha. Apesar da derrota, os corsos, obtiveram a admiração de toda Europa pelo valor demonstrado na batalha, especialmente entre os intelectuais ilustrados que viam neles o primeiro desafio aberto ao Ancien Régime. Voltaire escreverá a respeito desta batalha, destacando o valor dos corsos que defenderam a ponte, os pondo como exemplo de heroica reivindicação da liberdade, enquanto James Boswell, em sua Account of Corsica (1768), tratava a Paoli de novo Licurgo.
Paoli conseguiu escapar antes de ser capturado e passar a Livorno, desde onde se trasladou a Londres, cidade na que pôde gozar de um honorável destino (foi recebido pessoalmente pelo rei Jorge III e dotado com uma pensão), enquanto na Córsega ficava seu secretário Carlo Maria Buonaparte (pai do futuro imperador Napoleão), para tratar junto a outros notáveis de organizar resistência. A clara vitória militar francesa, não obstante, inclinou de modo definitivo a balança política para o lado da França, e o próprio Buonaparte acabou unindo-se ao partido francês.

### Desde oAncien Régimeaté a Revolução Francesa

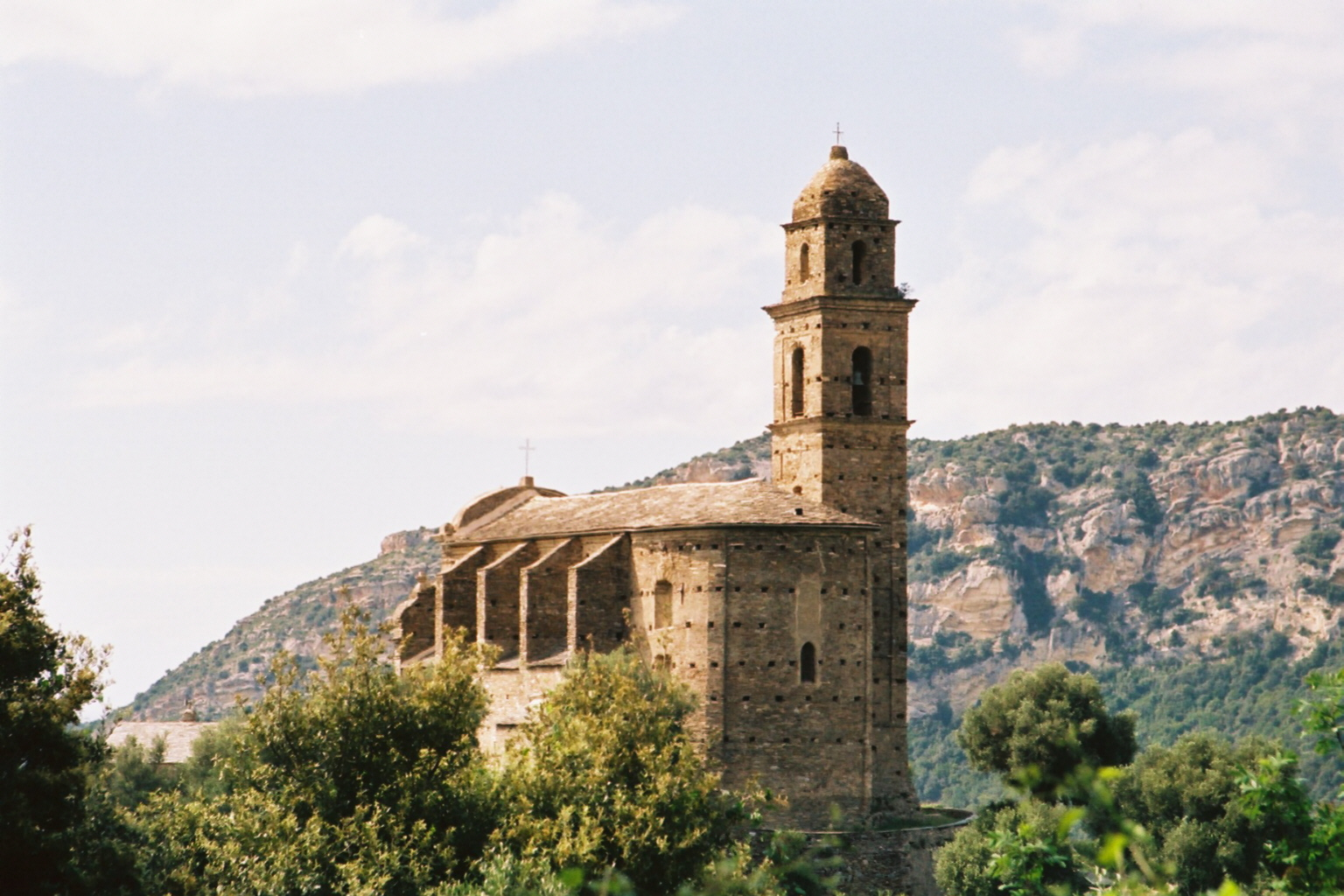
Igreja de San Cervone perto de Oletta.

O crescimento deste partido deveu-se em muito à inteligência do conde de Marbeuf, que já tinha destacado à frente das tropas de Luis XV que ocuparam a ilha. Manteve grande parte dos Estatutos genoveses, e foi elaborando por médio de sentenças e éditos reais um corpus legislativo denominado Códigos Corsos.
Terminou-se com todos os elementos do estado paolino, começando pela clausura da Universidade italiana de Corte.
Ao exportar à ilha o modelo absolutista e centralista francês, aboliram-se as antigas assembleias democráticas locais (o que foi muito apreciado pelos notáveis locais, que cedo gozaram de títulos nobiliários de segundo rango a mudança de sua adesão ao novo regime), e também foram eliminados os privilégios de que gozavam as cidades costeiras, o que significou sua ruína desde o ponto de vista comercial.
Foi censado o patrimônio comunal e preparou-se um Plano Terrier com o objetivo de que a economia da ilha passasse a beneficiar ao rei, já que passava a fazer parte de seu patrimônio pessoa, o que também permitiu o relançamento dos antigos planos do Banco de San Giorgio para explodir as planícies costeiras (das que se aproveitou a oligarquia local pró-francesa) ao mesmo tempo em que o sistema fiscal retomou, racionalizados, os impostos genoveses.
A chegada em massa de juízes e administradores franceses completou o quadro, fazendo que os notáveis locais se precipitassem a se submeter ao rei da França para não se ver apartados dos postos administrativos. Os resultados do Plano Terrier e da política francesa foram escassos no terreno produtivo e desastrosos desde o ponto de vista político, produzindo a fome nas comunidades locais expropriadas de qualquer direito pela ambição dos novos proprietários. A única operação que se pôde considerar um sucesso foi a instalação pacífica em Cargese, dos colonos gregos que tinham sido expulsados de Paomia e que se tinham refugiado em Ajaccio durante toda a guerra.
Longe de ser exterminada, a resistência paolista continuava nas montanhas, e crescia pelo desespero dos camponeses expropriados ante a voracidade dos notáveis aliados a França. Todos os opositores ao novo regime foram tachados de bandidos e bandoleiros e, como tais, ferozmente perseguidos. Resultou especialmente sangrenta a repressão da insurgencia de Niolo, que se tinha rebelado seguindo a alguns nacionalistas: em 1774 o marechal de campo Narbonne destruiu e incendiou campos e povoações, executando e encarcerando a numerosos rebeldes. A isto seguiram desterros em massa, com o extermínio diferido dos combatentes capturados, enviados a morrer nos presídios de Tolón.

### A Revolução francesa e o regresso de Pasquale Paoli
Tudo isto manteve viva, também entre os dirigentes ainda que nunca se expressasse abertamente, a nostalgia pelo regime de Paoli e uma particular aversão para o instaurado pelo rei da França.
Não é por tanto de estranhar que Córsega, em onde se via mais claramente que em outras regiões a crise do Ancien Régime, se encontrasse entre as regiões que se aderiram à Revolução francesa. Os corsos apresentaram seus próprios Cahiers de Doléances em 1789, tanto mais quanto que grande parte de sua classe dirigente, além de ter dado vida ao regime democrático paolino, tinha absorvido os princípios ilustrados, muito estendidos então nas universidades italianas nas que sempre se tinham formado os notáveis corsos.
O entusiasmo suscitado pelo derrubamento do antigo regime absolutista (que se identificava com a ocupação francesa) e as grandes esperanças de liberdade que parecia impulsionar a Revolução, levaram a um segundo plano os desejos nacionalistas dos corsos, como sucederá mais tarde em Itália e outros lugares aos que chegou o exército francês "exportando" a Revolução.
Essa observação explica melhor a solicitação proposta pelo delegado corso Saliceti à Assembleia Nacional Francesa de alienar a ilha ao patrimônio real e ligá-la à Coroa francesa, passando a depender assim da nova Constituição. A instância de Saliceti aprovou-se o 30 de novembro de 1789, incluindo uma anistia para todos os paolistas, incluindo ao próprio Pasquale Paoli.
Durante esse tempo houve graves distúrbios na ilha e as tropas leais ao rei foram derrotadas. Sob este prisma, compreende-se melhor a tentativa do rei Luis XVI da França a princípios de 1790, de liberar-se desta posse, tratando de devolver a Córsega à Gênova.
Na primavera de 1790 Pasquale Paoli chegou a Paris, em onde teve uma calorosa acolhida de quem admiravam aos opositores do absolutismo, entre os que se encontrava Maximiliano Robespierre. Recebido por La Fayette e pelo rei, Paoli continuou para Córsega, em onde foi acolhido triunfalmente, apesar de seus 21 anos de ausência, e eleito comandante da Guarda Nacional e Presidente do Directorio do Departamento francês no que se incluía a ilha. Só dois anos antes, precisamente em Paris, Vittorio Alfieri tinha dedicado a Pasquale Paoli "Propugnator magnanimo de' Corsi" sua tragédia Timoleón.

Nos seguintes anos viram como aumentava a tensão na Córsega, já que aos revolucionários se opunham os contrarrevolucionarios, criando assim uma luta permanente, ainda que esta situação não desembocou em combates sangrentos. Deste período datam algumas cartas do jovem Napoleão Bonaparte, nas que expressava sua admiração por Paoli, e seu desprezo por aqueles cidadãos corsos que se opunham à Revolução Francesa.

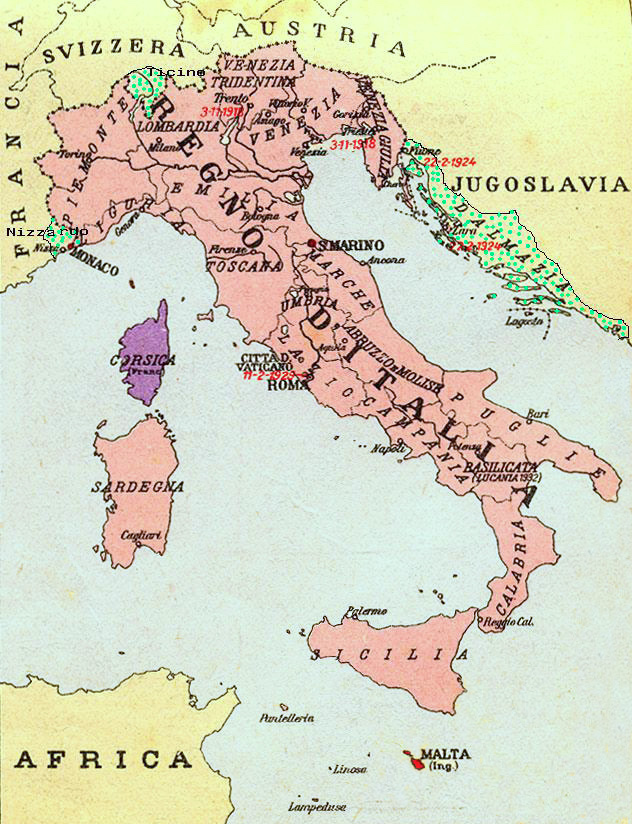
Gráfico representando a Itália e suas alegações sobre as populações italianas em 1919

Foi nesse clima que, enquanto o confronto entre girondinos e montanheses crescia na França, Pasquale Paoli (que havia aceitado a perspectiva girondina de um federalismo republicano, como uma estrutura temporariamente aceitável para a Córsega) começou a tomar partido pelos primeiros. A vitória jacobina e o início do terror em 1793, com a decapitação de Luís XVI, marcaram o ponto de virada. Após o miserável fracasso de uma expedição liderada pelo jovem Napoleão para a conquista  da Sardenha (rejeitada pelo herói sardo Domenico Millelire e sobre a qual Paoli havia expressado dúvidas), um grupo de notáveis (liderado por Saliceti e pelos Bonaparte) se reuniu com o objetivo de propor a extensão do regime jacobino à ilha e descartar o já idoso Babbu (pai) da nação corsa. Assim, em abril de 1793, um decreto de prisão foi emitido em Paris, contra Paoli, por colaboração com o inimigo.

### Combatente da liberdade e nacionalismo em Córsega
Depois do fim da Segunda Guerra Mundial, França lançará uma propaganda anti-italiana importante nas escolas e na população da ilha evitar qualquer unificação com a Itália. O resultado é um fracasso parcial porque não haverá de movimentos para a unidade italiana mas para se haverá movimentos importantes da favor de-independência.